# Wernigerode

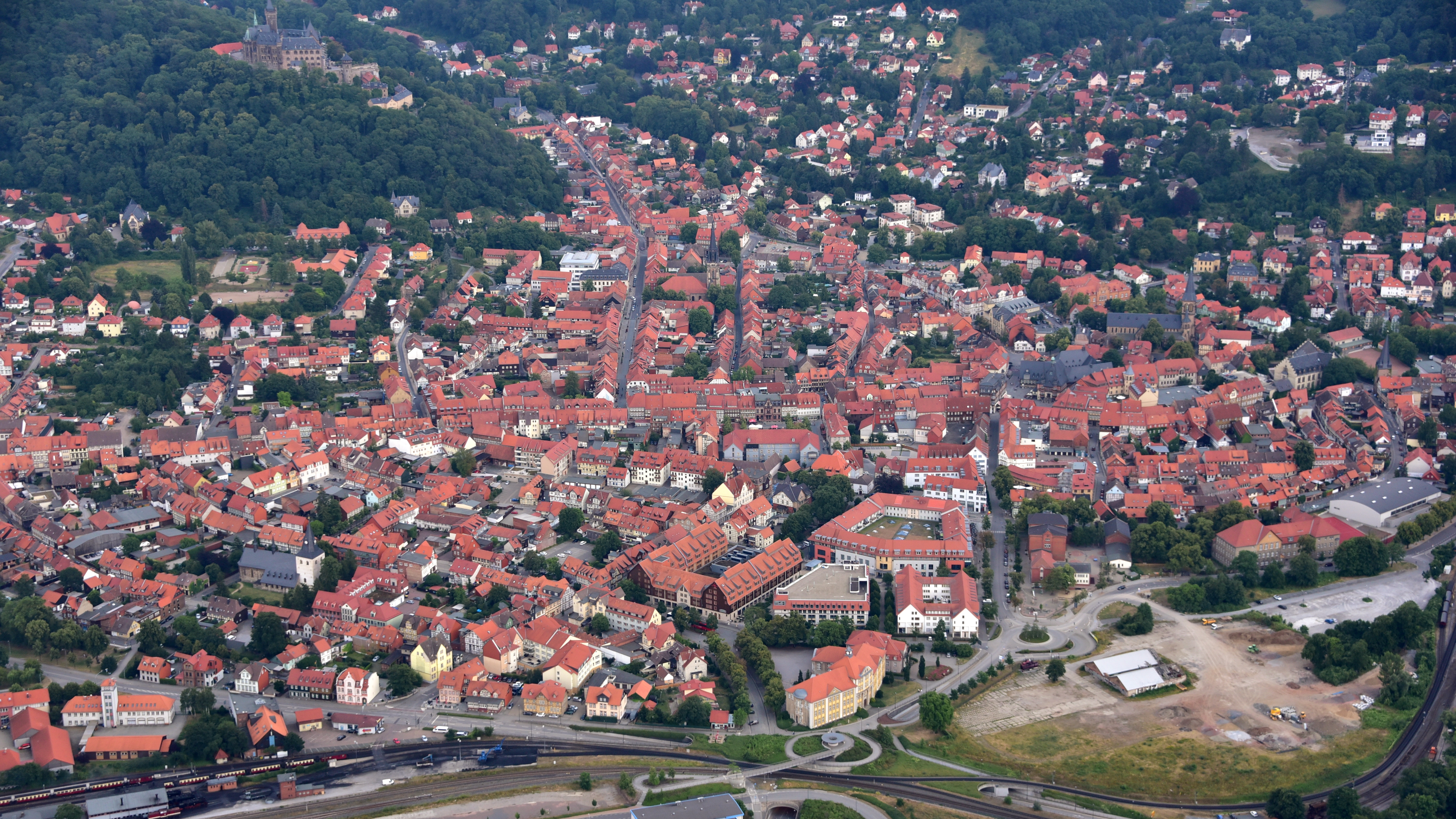
Wernigerode, Luftaufnahme (2019)

Wernigerode ist eine Mittelstadt und (seit September 2006) ein staatlich anerkannter Erholungsort im Landkreis Harz (Sachsen-Anhalt). Nach Hermann Löns wird Wernigerode, wie im – seit 1910 – offiziellen Stadtmotto, auch als Die bunte Stadt am Harz bezeichnet.
Das Wappen der Stadt Wernigerode zeigt in Rot eine dreitürmige Burg mit Tor und Fallgitter, darunter eine Forelle.

## Geographie

### Geographische Lage

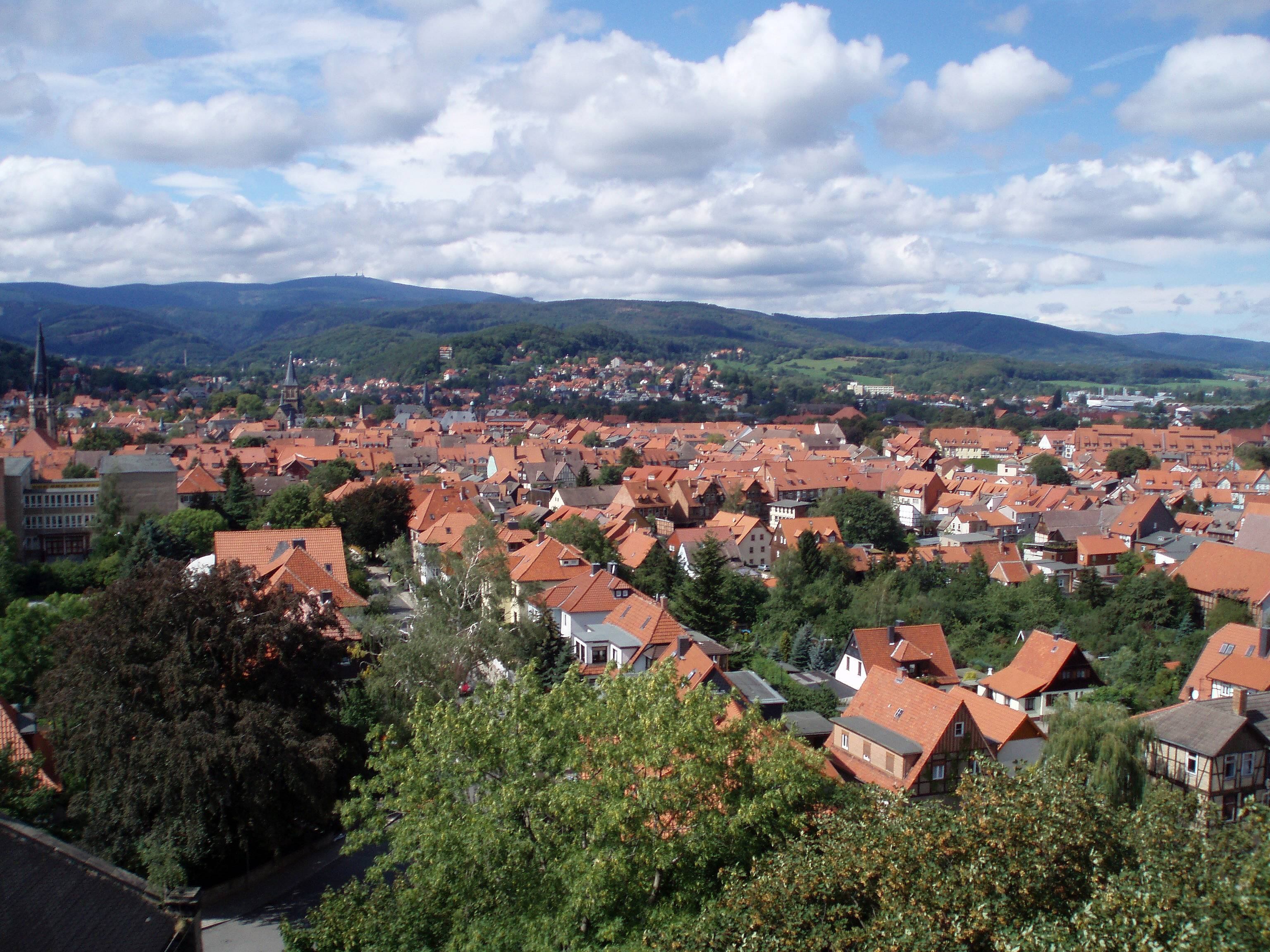
Blick über das Stadtzentrum zum Brocken

Wernigerode liegt an der Nordostflanke des Harzes, etwa 12 km ostnordöstlich des Brockens (1141,2 m ü. NHN). Hindurch führen die Bundesstraßen 6 (zum 1. Januar 2019 hochgestuft zur A 36) und 244 sowie die deutsch-niederländische Ferienstraße Oranier-Route. Zudem verläuft die Eisenbahnstrecke Halberstadt–Vienenburg, die Halle und Hannover verbindet, durch die Stadt. Südwestlich liegt das Waldgebiet Landmann.
Durch Wernigerode fließt die Holtemme, in die unweit des Westerntores der Zillierbach mündet, der unmittelbar vor der Einmündung auch Flutrenne genannt wird. Ferner fließt nördlich der Stadt der Barrenbach durch mehrere Teiche und mündet im Ortsteil Minsleben in die Holtemme.
Der historische Stadtkern besteht aus Altstadt und Neustadt. Zum Stadtgebiet zählen außerdem Hasserode, Nöschenrode, die Wohngebiete Stadtfeld, Burgbreite, Harzblick und Charlottenlust sowie die Ortsteile Benzingerode, Minsleben, Silstedt, Schierke und Reddeber.
Die West-Ost-Ausdehnung des Stadtgebiets mitsamt den eingemeindeten Ortsteilen beträgt 22 km, die Nord-Süd-Ausdehnung 14 km. Die Kernstadt liegt auf etwa 257 m ü. NHN. Der höchste Punkt des Stadtgebiets ist mit 1141,2 m der Gipfel des Brocken, der tiefste liegt auf etwa 215 m Höhe.
Das Bundesamt für Naturschutz bezeichnet den nördlichen Harzrand und das anschließende Harzvorland um Wernigerode als historisch gewachsene und vielfach auch noch naturnah erhaltene Kulturlandschaft und damit als eine Landschaft mit hoher Bedeutung für das natürliche und kulturelle Erbe.

### Geologie
Mitten durch Wernigerode zieht die Harznordrandverwerfung. Damit ist das Stadtgebiet von Wernigerode, wie der gesamte Harznordrand, Teil einer über 100 km langen Bruchzone, die Aufschluss über mehr als 400 Millionen Jahre Erdgeschichte liefert. Diese ist seit dem 19. Jahrhundert als „die klassische Quadratmeile der Geologie“ von Bedeutung, sowohl für die geowissenschaftliche Forschung als auch für die Vermittlung der Geologie in die Gesellschaft.
Von Norden nach Süden im Profil betrachtet, folgen im Gebiet von Wernigerode auf die jüngsten (quartären) Formationen des Vorlandes die Sedimentgesteine des Erdmittelalters im Bereich der Aufrichtungszone, die in regelhafter Abfolge im Zuge der Hebung des Harzmassivs aufgeschleppt und vertikal gestellt wurden. Die Harznordrandstörung trennt diese Aufrichtungszone von den südlich davon liegenden Gesteinsformationen des Erdaltertums im Harz.
So liegen im Vorlandbereich überwiegend eiszeitliche Schotter der Mittelterrasse aus dem Drenthestadium der Saalekaltzeit, sie reichen bis an die Altstadt heran und bilden im Wesentlichen auch deren Untergrund, zum Beispiel liegt auch die aus Nordosten kommende Bahntrasse auf diesen Schottern.
Als schmales, häufig unterbrochenes Band bilden die jüngsten mesozoischen Sedimente aus der Kreidezeit (Kalke, Mergel, Sandsteine) die nördliche Einheit der Aufrichtungszone; sie bauen auch den Wernigeröder Galgenberg auf. Jura- und Keuperablagerungen sind im Stadtgebiet von Wernigerode fast gar nicht festzustellen. Morphologisch erkennbar präsentiert sich südlich anschließend das harzparallel gelagerte Band aus Muschelkalkschichten. Diese bilden den Gesteinsuntergrund der herauspräparierten Schichtkämme (bzw. auch Schichtrippen) des Höhenzugs Spitzer Berg – Ziegenberg westlich der Kernstadt, des Horstbergs im Osten sowie des Austbergs bei Benzingerode und des Heimburger Ziegenbergs, mit ihrer charakteristischen Kalktrockenrasen-Vegetation. Nach Süden fortsetzend, schließen sich Schichten des Buntsandsteins an. So liegt der Eisenberg auf Buntsandstein. Die Sandsteine und der Rogenstein aus der Buntsandsteinzeit wurden früher vielfach als Werksteine verwendet, zum Beispiel auch am Schloss Wernigerode. Ein schmales Band an Zechsteinsedimenten beschließt die Aufrichtungszone.
Mit seiner großen Stadtfläche hat Wernigerode auch Anteil an den Gesteinsformationen des Harzes, d. h. des Mittel- und Hochharzes. Diese sind im Ergebnis der sehr komplexen geologischen Entstehung des Harzes sehr vielfältig. Im Erdaltertum, während des Ordoviziums, Silurs, Devons und Unterkarbons wurden im Gebiet des heutigen Harzes mehrere tausend Meter mächtige tonige, sandige und kalkige Sedimente abgelagert. Diese Ablagerungen wurden an der Wende Devon/Karbon und im Oberkarbon in SW-NE-streichende (variszisch streichende) Falten gelegt, häufig mineralogisch verändert und als Variszisches Gebirge gehoben. Dabei kam es außerdem zur Intrusion saurer und basischer Magmatite (wie des Brockengranits). Bei den anstehenden Gesteinen handelt es sich überwiegend um solche Sedimente, die während oder nach ihrer Ablagerung teilweise durch submarine Rutschungen verfrachtet wurden. Sehr verbreitet sind Grauwacken und Tonschieferabfolgen, welche in unregelmäßiger Verteilung Vulkanite (Diabas, Diabastuffe) enthalten. Daneben kommen Quarzite und Kieselschiefer vor. Kalksteine treten flächenhaft in Form von Kalkbänderschiefer auf. An den höchsten Bereichen des Harzes am Brocken steht der Brockengranit an.

### Stadtgliederung
Wernigerode gliedert sich in die Kernstadt einschließlich der vor dem Jahr 1994 eingemeindeten Orte Hasserode und Nöschenrode und in fünf Ortschaften mit Ortschaftsräten für die ab 1994 eingemeindeten Orte Benzingerode, Minsleben, Reddeber, Schierke und Silstedt. Weiterhin gehört die Ortschaft ohne Ortschaftsrat Drei Annen Hohne zur Stadt Wernigerode.

### Klima

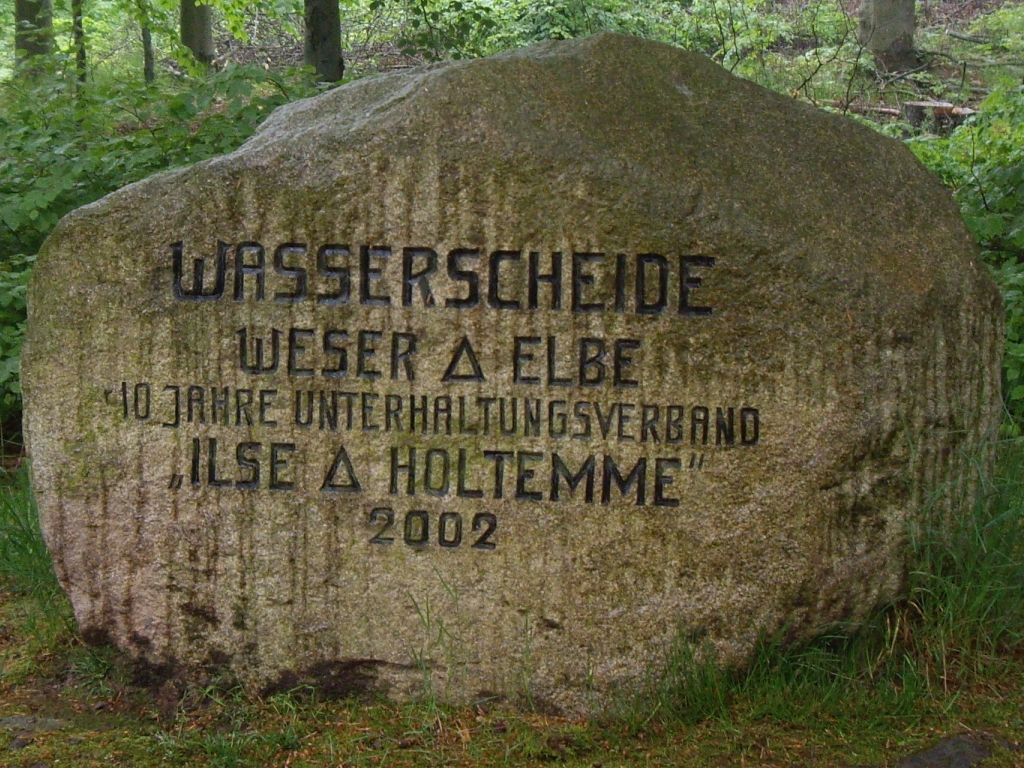
Wasserscheide von Weser und Elbe

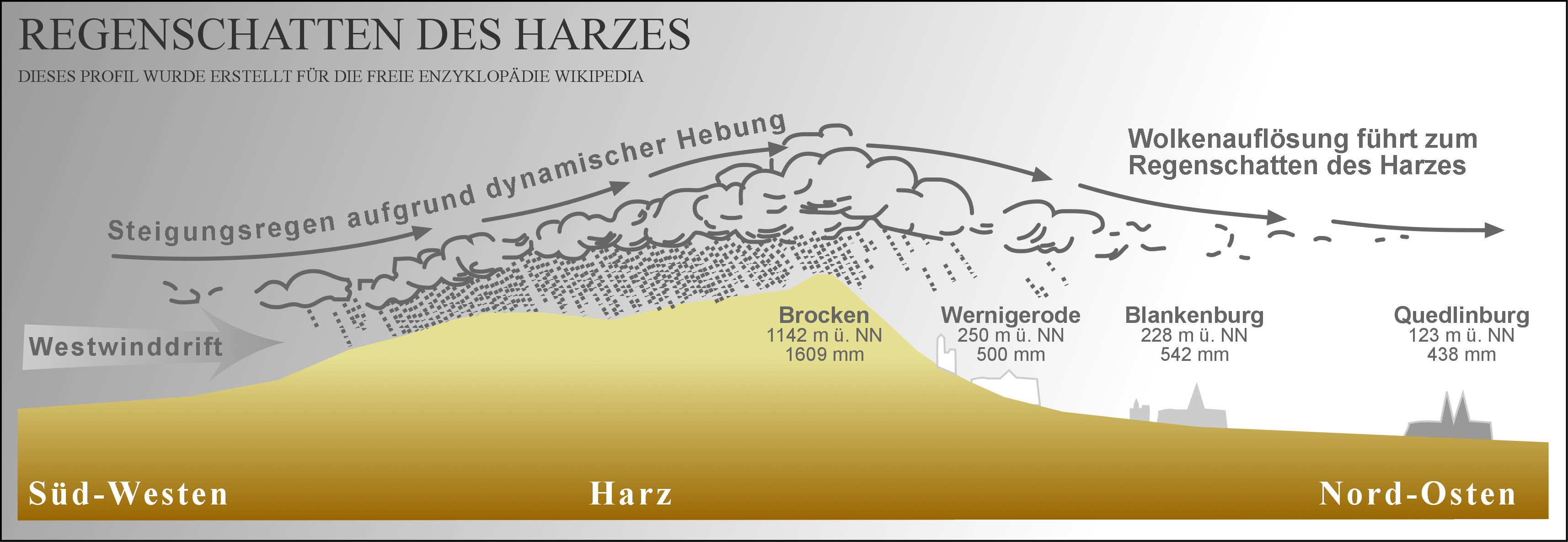
Wernigerode im Regenschatten des Harzes

Die Stadt befindet sich in der gemäßigten Klimazone. Die durchschnittliche Jahrestemperatur beträgt 9,5 Grad Celsius, die mittlere jährliche Niederschlagsmenge 500 Millimeter.
Die wärmsten Monate sind Juni bis August mit durchschnittlich 16,0 bis 18,3 Grad Celsius und die kältesten Dezember bis Februar mit 1,1 bis 2,1 Grad Celsius im Mittel.
Mit durchschnittlich 54 Millimetern fällt der meiste Niederschlag im Juli, der geringste mit 30 Millimetern im Februar.
Das Klima, genauer die Niederschlagsmenge und Temperatur, werden insbesondere in den Sommermonaten durch den vom Mittelgebirge Harz verursachten Steigungsregen beeinflusst. Da die Stadt auf der Regenschattenseite (Lee-Seite) des Harzes liegt, kommt dort weniger Niederschlag an als in ähnlichen klimatisch gemäßigten Regionen ohne einen Schutz durch ein Gebirge. Beim dabei gelegentlich entstehenden Föhn (sogenannter „Harzföhn“) kommt es außerdem zu einer Temperaturerhöhung.
Nach DIN 1055 ist Wernigerode in die Schneelastzone 3 einzuordnen.
|                       | Jan | Feb | Mär | Apr | Mai | Jun | Jul | Aug | Sep | Okt | Nov | Dez |   |      |
| Mittl. Tagesmax. (°C) | 4   | 5   | 8   | 14  | 18  | 21  | 24  | 24  | 19  | 14  | 8   | 4   | ⌀ | 13,6 |
| Mittl. Tagesmin. (°C) | −2  | −1  | 1   | 4   | 8   | 11  | 13  | 13  | 10  | 6   | 3   | 0   | ⌀ | 5,5  |
|                       |     |     |     |     |     |     |     |     |     |     |     |     |   |      |
| Niederschlag (mm)     | 37  | 30  | 46  | 35  | 46  | 47  | 54  | 43  | 36  | 34  | 49  | 43  | Σ | 500  |
|                       |     |     |     |     |     |     |     |     |     |     |     |     |   |      |
| Sonnenstunden (h/d)   | 2   | 3   | 4   | 5   | 6   | 7   | 7   | 6   | 5   | 4   | 2   | 2   | ⌀ | 4,4  |
|                       |     |     |     |     |     |     |     |     |     |     |     |     |   |      |
| Regentage (d)         | 14  | 14  | 16  | 13  | 13  | 13  | 15  | 13  | 12  | 13  | 16  | 17  | Σ | 169  |
|                       |     |     |     |     |     |     |     |     |     |     |     |     |   |      |
| Luftfeuchtigkeit (%)  | 86  | 83  | 78  | 73  | 71  | 73  | 73  | 73  | 78  | 83  | 85  | 86  | ⌀ | 78,5 |

| −2 |

| −1 |

| 1 |

| 4 |

| 8 |

| 11 |

| 13 |

| 13 |

| 10 |

| 6 |

| 3 |

| 0 |

| −2 |

| −1 |

| 1 |

| 4 |

| 8 |

| 11 |

| 13 |

| 13 |

| 10 |

| 6 |

| 3 |

| 0 |

## Geschichte

### Frühe Entwicklung der Stadt
Die Entstehung des Ortes geht in vorschriftliche Zeit zurück, im Jahr 1121 wurde Wernigerode zum ersten Mal erwähnt. Nach neuesten Forschungen bestehen keine – wie durch Eduard Jacobs und Walther Grosse angenommen – ursprünglichen Beziehungen zum Kloster Corvey (Weser) und dem dortigen Abt Warin, sondern der Ortsname weist auf eine geschützte Rodungssiedlung hin.
Erstes Siedlungsgebiet war der Klint, wo sich eine Niederungsburg befand, die sogenannte Schnakenburg. 1805 wurden die Reste dieser Burganlage abgebrochen. Als Teil davon ist nur noch das Haus Gadenstedt (Oberpfarrkirchhof 13) aus dem Jahr 1582 erhalten. Zu Zeiten der mittelalterlichen Siedlung befanden sich auf der Anhöhe des Klints noch ursprüngliche Buchen- und Laubmischwälder, die erst gerodet werden mussten, daher auch der Namensteil -rode. Um 1100 bestanden dort neben einer dörflichen Siedlung der oben genannte Grafenhof, fünf Ritterhöfe sowie die St.-Silvestri-Kirche (damals dem Heiligen Georg geweiht).
Wernigerode wurde im Jahr 1121 erstmals urkundlich erwähnt, in Zusammenhang mit dem dort ansässig gewordenen Grafen Adalbert zu Haimar aus dem Gebiet nahe Hildesheim, der sich fortan Graf von Wernigerode nannte. Er und seine Nachfahren sind bis mindestens 1230 als Vögte des Klosters Drübeck nachweisbar. Erstmals 1213 wurde die Burg Wernigerode als „castrum“ erwähnt. Die Altstadt war schon im 12. Jahrhundert von einem Wall umgeben, der Anfang des 13. Jahrhunderts zu einer steinernen Mauer ausgebaut wurde, die im Endausbau vier Tore und nahezu 20 Türme aufwies.
Am 17. April 1229 wurde der Siedlung das Stadtrecht nach dem Vorbild von Goslar verliehen. Im 13. Jahrhundert wurde die Stadt planmäßig erweitert, vor allem in östlicher Richtung, mit den beiden Hauptachsen der Breiten Straße und der Burgstraße.
Da die Silvestrikirche seit 1265 als Chorherrenstift und Grablege des Grafenhauses in Anspruch genommen wurde, wurde die Liebfrauenkapelle als St.-Marien-Kirche bzw. Frauenkirche zur Pfarrkirche erhoben; außerdem entstand am heutigen Nicolaiplatz die Nicolaikirche, die 1873 abgerissen wurde (angeblich wegen Baufälligkeit).
Wichtigster Fernverkehrsweg war die Straße, die die Städte am nördlichen Fuß des Harzes verbindet, seit 1932 als Fernverkehrsstraße 6 bezeichnet (heute L 85). Von Ilsenburg kommend erreichte sie am Westerntor die Altstadt, folgte dem Straßenzug Westernstraße – Breite Straße und verließ die Neustadt in östlicher Richtung. An dieser west-östlich verlaufenden Hauptstraße wurde der quadratische Marktplatz mit dem Rathaus angelegt. In nord-südlicher Richtung verlief der Trockweg, als ein Abschnitt der Via Romea, durch Wernigerode, von Braunschweig kommend über Bodfeld nach Nordhausen.
Trotz Münz- (um 1200) und Stadtrecht (1229) blieb die Gerichtsbarkeit Wernigerodes in der Hand der Grafen, die jedoch seit 1324 Bürger als Stadtvögte und damit als Stadtrichter einsetzten. Im Jahr 1279 wurde ein Rat der Stadt genannt, ein Bürgermeister erst 1388.

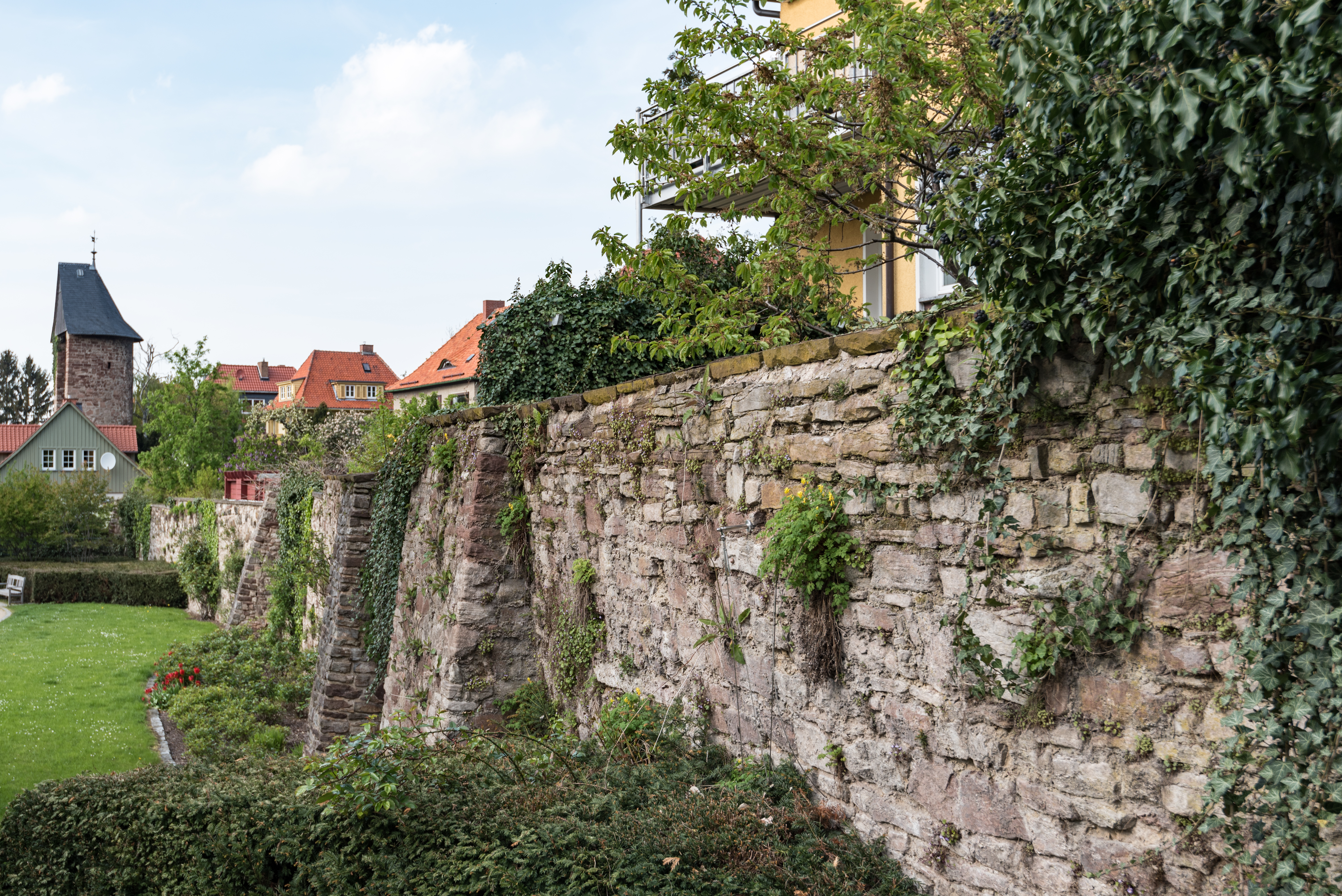
Stadtmauerreste am Vorwerk

Durch Zuzug neuer Bewohner aus den umliegenden Dörfern begann sich um 1270 am nordöstlichen Rand der alten Stadt eine neue Siedlung zu bilden – die spätere Neustadt, eine Ackerbürgerstadt, die außerhalb der Umfassungsmauer der Altstadt lag. Die Johanniskirche wurde als Pfarrkirche der Neustadt Wernigerode im letzten Drittel des 13. Jahrhunderts im romanischen Stil gebaut. Die Neustadt blieb bis 1529 völlig getrennt von der Altstadt, mit eigener Umfassungsmauer, eigenem Rat (1379 erwähnt), der stark vom gräflichen Stadtherrn abhängig war, und eigenem Marktrecht (1428). Diese Mauer zwischen Alt- und Neustadt wurde erst Ende des 17. Jahrhunderts abgerissen.

### Vom Spätmittelalter zur Neuzeit
Nach dem Aussterben der Grafen von Wernigerode in männlicher Linie durch den Tod des Grafen Heinrich 1429 wurde Wernigerode Sitz der Grafen zu Stolberg, die dort über Jahrhunderte die Oberherrschaft ausübten. Im Bauernkrieg 1525 wurden mehrere umliegende Klöster geplündert und teilweise zerstört, so insbesondere das Kloster Himmelpforten im heutigen Stadtteil Hasserode.
In der Grafschaft Wernigerode wurde nach dem Tod des Grafen Botho 1538 die Reformation eingeführt. Von 1521 bis 1608 wurden zwanzig Menschen in Wernigerode in Hexenprozessen zum Tod auf dem Scheiterhaufen verurteilt. Zu den Opfern der örtlichen Hexenverfolgungen gehören Andreas Meinicke aus dem Eckertal (1581), Mette Fliß aus Drübeck (1583) und Katharina Bernburg aus Rohrsheim (1597). Plünderungen im Dreißigjährigen Krieg und Zerstörungen durch Brände brachten großes Leid über die Bevölkerung.
Hinsichtlich der kirchlichen Verwaltung bestand ab 1658 in der Stadt das Gräfliche, ab 1893 Fürstliche Konsistorium Stolberg-Wernigerode, ein Mediatkonsistorium für die Leitung der lutherischen Kirche in der Grafschaft Wernigerode. Die lutherischen Kirchengemeinden im Gebiet der Grafschaft gehörten nach der Gründung der unierten Evangelischen Kirche in Preußen 1821 zu deren Kirchenprovinz Sachsen. Das Mediatkonsistorium jedoch bestand mit regionaler Zuständigkeit für diese Kirchengemeinden noch bis zur Auflösung 1931 fort, unterstand aber dem provinzialen Konsistorium in Magdeburg.
Im Jahr 1714 musste Graf Christian Ernst zu Stolberg-Wernigerode in einem Rezess die Oberhoheit Brandenburg-Preußens über die Grafschaft Wernigerode anerkennen, nachdem die Grafschaft bereits 1449 brandenburgisches Lehen geworden war. Der von 1714 bis 1771 regierende Graf förderte die Stadt durch seine Entscheidung, Schloss Wernigerode zur dauerhaften Residenz auszubauen, seine Bautätigkeit in der Stadt (u. a. Orangerie, Lust- und Tiergarten, Waisenhaus) und verschiedene Maßnahmen zur Modernisierung der gräflichen Verwaltung und des Forstwesens.

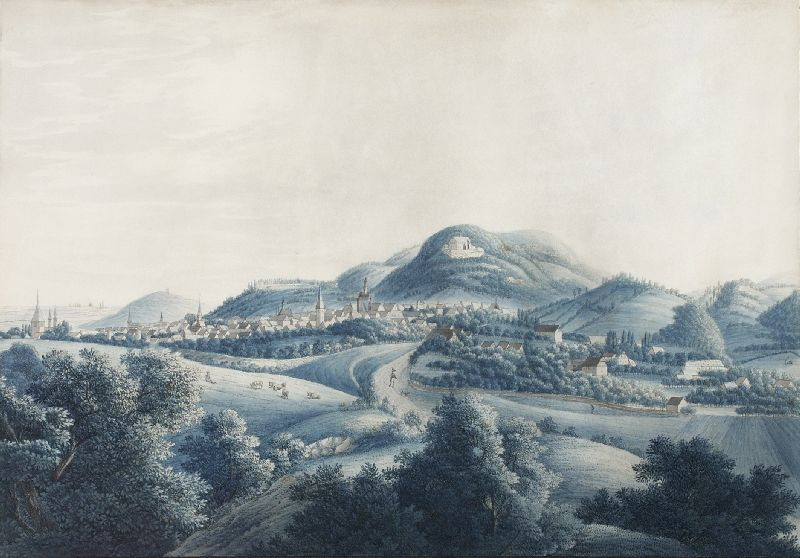
Wernigerode um 1820

Von 1807 bis 1813, während Frankreich unter Napoleon dominierte, war Wernigerode in den Stadtkanton Wernigerode des Königreichs Westphalen integriert, bevor die Stadt, nach der Niederlage Napoleons, dem neugebildeten Kreis Osterwieck der preußischen Provinz Sachsen zugeordnet wurde. Erst nach Einspruch des Grafen Henrich zu Stolberg-Wernigerode wurde Wernigerode 1825 wieder Sitz eines eigenen Landkreises innerhalb des Regierungsbezirks Magdeburg.
Am 29. März 1847 fiel ein Teil der Stadt, vor allem das Heideviertel, einem großen Brand zum Opfer.
Die Gymnasialfeuerwehr am Fürst-Otto-Gymnasium (heute Gerhart-Hauptmann-Gymnasium) entstand 1864, ein Jahr nach der Gründung der Freiwilligen Feuerwehr Wernigerode. Diese Schülerfeuerwehr bestand nachweislich bis Kriegsende 1945. Sie ist die erste nachweisbare deutsche Schülerfeuerwehr und gilt als Vorläuferin der heutigen Jugendfeuerwehr.
In der zweiten Hälfte des 19. Jahrhunderts, vor allem nach dem Anschluss an die Eisenbahn im Jahr 1872 durch den Bau der Strecke von Heudeber-Danstedt, setzte in Wernigerode neben dem Tourismus die industrielle Entwicklung ein, die zu einem Aufschwung der Stadt als Wirtschaftsstandort führte. Wichtige Industrien waren der Maschinen- und Werkzeugbau und die Produktion von Elektromotoren, pharmazeutischen Produkten, Schokolade, Schreibwaren und Baustoffen.
Wichtiger noch wurde die Entwicklung des Tourismus in Wernigerode. Bis um 1850 war Wernigerode im Wesentlichen Durchgangsstation für Harz- und Brockenreisende, wurde danach aber zunehmend als Sommerfrische entdeckt und entsprechend entstanden Hotels und Gaststätten sowie Kur- und Kultureinrichtungen. Im Jahr 1908 richtete Wernigerode als einer der ersten Harzorte ein kommunales Verkehrsamt ein.

### Nationalsozialistische Herrschaft, Zweiter Weltkrieg

Wernigerode um 1900

Während des Zweiten Weltkrieges wurden in den Rautal-Werken GmbH, die 1938 zu einer modernen Leichtmetallgießerei ausgebaut worden waren, Zulieferteile für die Rüstungsindustrie gefertigt, vornehmlich durch Zwangsarbeiter und KZ-Häftlinge. Diese lebten in einem Barackenlager am Ziegenberg. 1942 wurde ein weiteres Barackenlager am Veckenstedter Weg 23 errichtet, das 1943 zu einem Außenlager (Tarnbezeichnung „Richard“) des KZ Buchenwald umfunktioniert wurde. Von anfänglich 95 Häftlingen stieg die Belegung bis auf 800 Personen, die vor allem beim Bau von Luftschutzstollen am Galgenberg eingesetzt wurden. Die Häftlinge vom Veckenstedter Weg wurden im Dezember 1944 in das Lager Steinerne Renne verlegt, das im Stadtteil Hasserode von den Wernig-Werken genutzt wurde. Sie gehörten zum Produktionskomplex des Dessauer Junkers-Konzerns, der 1944 die Genehmigung erhielt, einzelne Abteilungen aus Magdeburg und Köthen in die Gebäude der Argenta-Schokoladenfabrik im Wernigeröder Vorort Hasserode zu verlegen. Dort sollten Teile des Strahltriebwerks Jumo 004 hergestellt werden. Die 500 Häftlinge wurden kurz vor Eintreffen der US-Truppen auf einen Todesmarsch in Richtung KZ Theresienstadt geschickt, wo nur 57 von ihnen lebend ankamen.
Am Brockenweg 1 befand sich vom 1. September 1937 bis zum 13. Mai 1945 das Lebensbornheim Harz, das von der SS-Organisation Lebensborn e. V. betrieben wurde.
Während der Big Week griffen B-17-Bomber der USAAF am 22. Februar 1944 die Stadt als Gelegenheitsziel (Target of opportunity) an. Bei dem Luftangriff mit 19 Maschinen kamen über 200 Menschen zu Tode. Viele Gebäude der Stadt, besonders in der Neustadt rund um die Johanniskirche, wurden zerstört, darunter auch das als Lazarett genutzte repräsentative Hotel Zum Bären, Breite Straße 78, dessen beide obersten Fachwerkgeschosse nicht wieder errichtet wurden. Der Westteil der früheren Orangerie mit Palmenhaus und der Lustgarten wurden schwer beschädigt.
Anfang April 1945 erhielt Oberst Gustav Petri als Stadtkommandant den Befehl, die Stadt gegen die anrückenden Einheiten der US-Armee zu verteidigen. Da er sich weigerte, diesen Befehl auszuführen, konnte die Stadt am 11. April bei nur geringem Widerstand besetzt werden. Petri wurde daraufhin am 12. April bei Drei Annen Hohne standrechtlich erschossen. Der Stadt blieben indes weitere Zerstörungen erspart.
Im Jahr 1970 wurde in Wernigerode ein 24,3 Gramm schwerer Steinmeteorit des Typs H5 gefunden. Er lag auf dem Dachboden eines Hauses, dessen Dach im Zweiten Weltkrieg zerstört worden war.

### Eingemeindungen
- Benzingerode (Eingemeindung: 1. April 1993)[36]
- Hasserode (Eingemeindung: 1907)
- Minsleben (Eingemeindung: 1. April 1993)[36]
- Nöschenrode (Eingemeindung: 30. September 1929)
- Reddeber (Eingemeindung: 1. Januar 2010)[37]
- Schierke (Eingemeindung: 1. Juli 2009)[38]
- Silstedt (Eingemeindung: 1. April 1993)[36]

### Bevölkerung
| - 1456: 2.300 - 1558: 2.630 - 1587: 2.500 - 1681/82: 3.518 - 1752: 3.200 - 1783: 3.745 - 1816: 3.760 - 1835: 4.600 - 1852: 5.591 - 1858: 5.663 - 1864: 6.582 - 1875: 7.577 - 1880: 8.274 - 1890: 9.966 | - 1895: 10.480 - 1904: 12.000 - 1909: 18.525 - 1925: 19.636 - 1933: 23.296 - 1939: 24.437 - 1946: 34.035 - 1950: 33.890 - 1957: 33.353 - 1964: 32.654 - 1971: 32.730 - 1981: 35.572 - 1988: 36.909 | - 1990: 35.698 - 2006: 33.871 - 2010: 34.383 - 2015: 33.108 - 2020: 32.181 - 2021: 32.027 - 2022: 32.473 - 2023: 32.406 - 2024: 32.167 |

ab 1990: Stand: 31. Dezember des jeweiligen Jahres (Angaben des Statistischen Landesamtes Sachsen-Anhalt), ab 2011 auf Basis des Zensus 2011, ab 2022 auf Basis des Zensus 2022

## Gedenkstätten
- Ehrenfriedhöfe für die Gefallenen des Ersten Weltkrieges und für die Opfer des Zweiten Weltkrieges (darunter die Bombentoten vom 22. Februar 1944) auf dem Zentralfriedhof Wernigerode im Ortsteil Hasserode
- Ehrenanlage für die Verfolgten des Naziregimes und für zahlreiche Kriegsgefangene, abgestürzte US-amerikanische und britische Flieger sowie Frauen, Kinder und Männer, die während des Zweiten Weltkrieges nach Deutschland verschleppt und Opfer von Zwangsarbeit wurden
- Gedenkstätte und Gedenktafel am ehemaligen KZ-Außenlager „Steinerne Renne“ der Wernig-Werke für die Opfer von Zwangsarbeit
- Gedenktafel an der Villa Russo für die ehemaligen Besitzer Clara und Benno Russo, einen jüdischen Fabrikanten und seine Frau, die 1943 im KZ Theresienstadt bzw. im KZ Auschwitz-Birkenau ermordet wurden
- Gedenktafel von 1993 am Rathaus zur Erinnerung an die verfolgten Juden der Stadt
- Grabstätten und Gedenkstein von 1952 auf dem Zentralfriedhof für neun unbekannte KZ-Häftlinge, die im April 1945 bei einem Todesmarsch vom Außenlager Harzungen des KZ Dora-Mittelbau von SS-Männern ermordet, auf dem Bahnhofsgelände Minsleben verscharrt und im Jahr 1952 auf dem Zentralfriedhof begraben wurden
- Mahn- und Gedenkstätte Wernigerode, Veckenstedter Weg 43

## Politik

### Stadtrat
Der Stadtrat von Wernigerode besteht aus 40 Mitgliedern und dem Bürgermeister. Die  Kommunalwahl am 9. Juni 2024 führte bei einer Wahlbeteiligung von 61,6 % zu folgendem Ergebnis:
| Partei / Wählergruppe                               | Stimmenanteil 2019 | Sitze 2019 |        | Stimmenanteil 2024 | Sitze 2024 |
| --------------------------------------------------- | ------------------ | ---------- | ------ | ------------------ | ---------- |
| CDU                                                 | 28,9 %             | 12         | 25,2 % | 10                 |            |
| AfD                                                 | 11,2 %             | 04         | 18,2 % | 07                 |            |
| SPD                                                 | 19,7 %             | 08         | 18,1 % | 07                 |            |
| Bündnis für Wernigerode (BfW)                       | –                  | –          | 09,9 % | 04                 |            |
| Bürger unseres Kreises ohne Parteibuch (BUKO e. V.) | –                  | –          | 07,0 % | 03                 |            |
| Haus & Grund Harz                                   | 05,4 %             | 02         | 05,8 % | 02                 |            |
| Die Linke                                           | 16,5 %             | 07         | 04,9 % | 02                 |            |
| Bunte Liste                                         | 03,0 %             | 01         | 04,5 % | 02                 |            |
| Bündnis 90/Die Grünen                               | 12,1 %             | 05         | 04,1 % | 02                 |            |
| FDP                                                 | 02,5 %             | 01         | 01,6 % | 01                 |            |
| dieBasis                                            | –                  | –          | 00,7 % | –                  |            |
| Einzelbewerber Daniel Ujvari                        | 00,8 %             | –          | –      | –                  |            |
| Insgesamt                                           | 100 %              | 40         | 100 %  | 40                 |            |

### Bürgermeister
- Arnd Schaube, gest. 1581
- Martin Wolfgang Engelbrecht, 1558 bis 1591
- Wilhelm J. Hertzer, 1863 bis 1872
- Rudolf Neuss, 1872 bis 1884
- Emil Kruska, 1884 bis 1887
- Franz Schultz, 4. Juli 1887 bis 4. Juli 1899
- Paul Jahn, 1915 bis 1921
- Ludwig Gepel, 7. Januar 1921 bis 6. Januar 1933
- Ulrich von Fresenius (NSDAP), 10. Januar 1933 bis 20. April 1945
- Max Otto (1889–1969) (SPD/SED), 20. April 1945 bis 1951
- Gustav Strahl, 1951 bis 1962
- Martin Kilian (SED), 24. Oktober 1962 bis 1990
- Herbert Teubner (CDU), 1990 bis 1991
- Horst-Dieter Weyrauch (CDU), 1991 bis 1994
- Ludwig Hoffmann (SPD), 1994 bis 31. Juli 2008
- Peter Gaffert (parteilos), 1. August 2008 bis 31. Juli 2022[45]
- Tobias Kascha (SPD), seit 1. August 2022

Kascha wurde in der Bürgermeisterstichwahl am 24. April 2022 mit 54,7 % der gültigen Stimmen gewählt. Seine Amtszeit beträgt sieben Jahre.

### Wappen
| Wappen von Wernigerode | Blasonierung: „In Silber eine rote Burg mit gezinnter Mauer, einem höheren zweifenstrigen Mittelturm mit Spitzdach und Knauf zwischen zwei einfenstrigen gezinnten Türmen, im kleeblattförmigen Tor mit aufgezogenem Fallgatter eine rote Forelle.“ |
| Wappen von Wernigerode | Wappenbegründung: Die Wappensymbolik ist wie bei allen Wappen heraldisch zu interpretieren. Die Burg ist nicht das Abbild des Schlosses, sondern versinnbildlicht die Wehrhaftigkeit der Stadt. Die heute im Wappen geführte Forelle ist einem der von den Grafen von Wernigerode geführten Wappen entlehnt, das zwei Fische zeigt. Die älteste erhaltene Darstellung des Wappens der Stadt Wernigerode befindet sich auf einem Siegel an einer Urkunde von 1309. Die Farbgebung (Rot auf Silber bzw. Weiß) taucht im 16. Jahrhundert auf. Das Fallgatter im oberen Dreipassbogen erscheint erstmals in einem Stadtsiegel von 1610. |

### Städtepartnerschaften

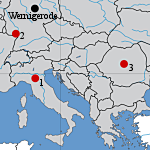
Lage der Partnerstädte.
1: Carpi, 2: Neustadt a.d.W., 3: Cisnădie

Wernigerode pflegt Partnerschaften mit:
- Carpi (Italien), seit 1964

Dieser Partnerschaftsvertrag wurde im Jahr 1991, aufgrund der neuen politischen Lage, inhaltlich erneuert.
- Neustadt an der Weinstraße, seit September 1989

Die jährlich stattfindenden Wein- und Bierfeste, das Neustädter Weinfest in Wernigerode und das Wernigeröder Bierfest in Neustadt sind zwei Beispiele für den kulturellen Austausch zwischen den Städten.
- Cisnădie/Heltau in Siebenbürgen (Rumänien), seit August 2002

Diese Partnerschaft soll den Menschen in Siebenbürgen vor allem bei der Integration in die EU helfen. Erwähnenswert ist hier die Aktion Weihnachten im Schuhkarton, die in allen Teilen der Welt durchgeführt wird.
- Hội An, Vietnam, seit Juli 2013

Diese Städtepartnerschaft wurde im Jahr 2018 mit dem Deutschen Nachhaltigkeitspreis in der Kategorie „Kommunale Partnerschaften“ ausgezeichnet.

## Kultur und Sehenswürdigkeiten

### Überblick

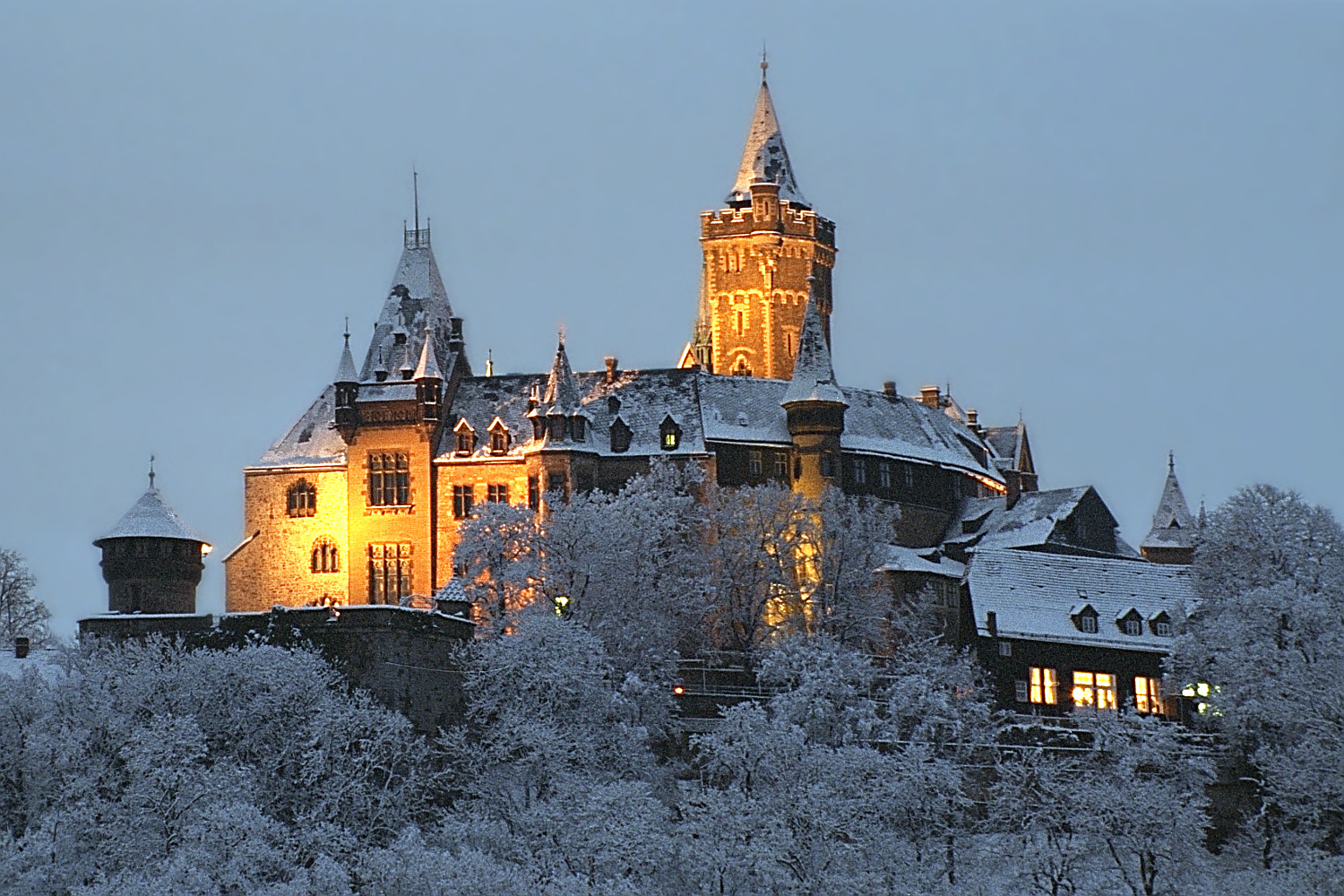
Wernigeröder Schloss im Winter

Wernigerode bietet viele touristische Attraktionen (siehe unten → Bauwerke). Der Stadtkern besteht zum großen Teil aus niedersächsischen Fachwerkhäusern. Das neugotische Wernigeröder Schloss thront markant über der Stadt und ist schon aus der Ferne gut zu erkennen. Auch die Umgebung von Wernigerode ist reizvoll: Hier startet die Harzer Schmalspurbahn, die über Schierke zum Brocken sowie quer über den Harz nach Nordhausen in Thüringen fährt.
Im Jahr 2006 fand in Wernigerode die zweite Landesgartenschau Sachsen-Anhalts statt.

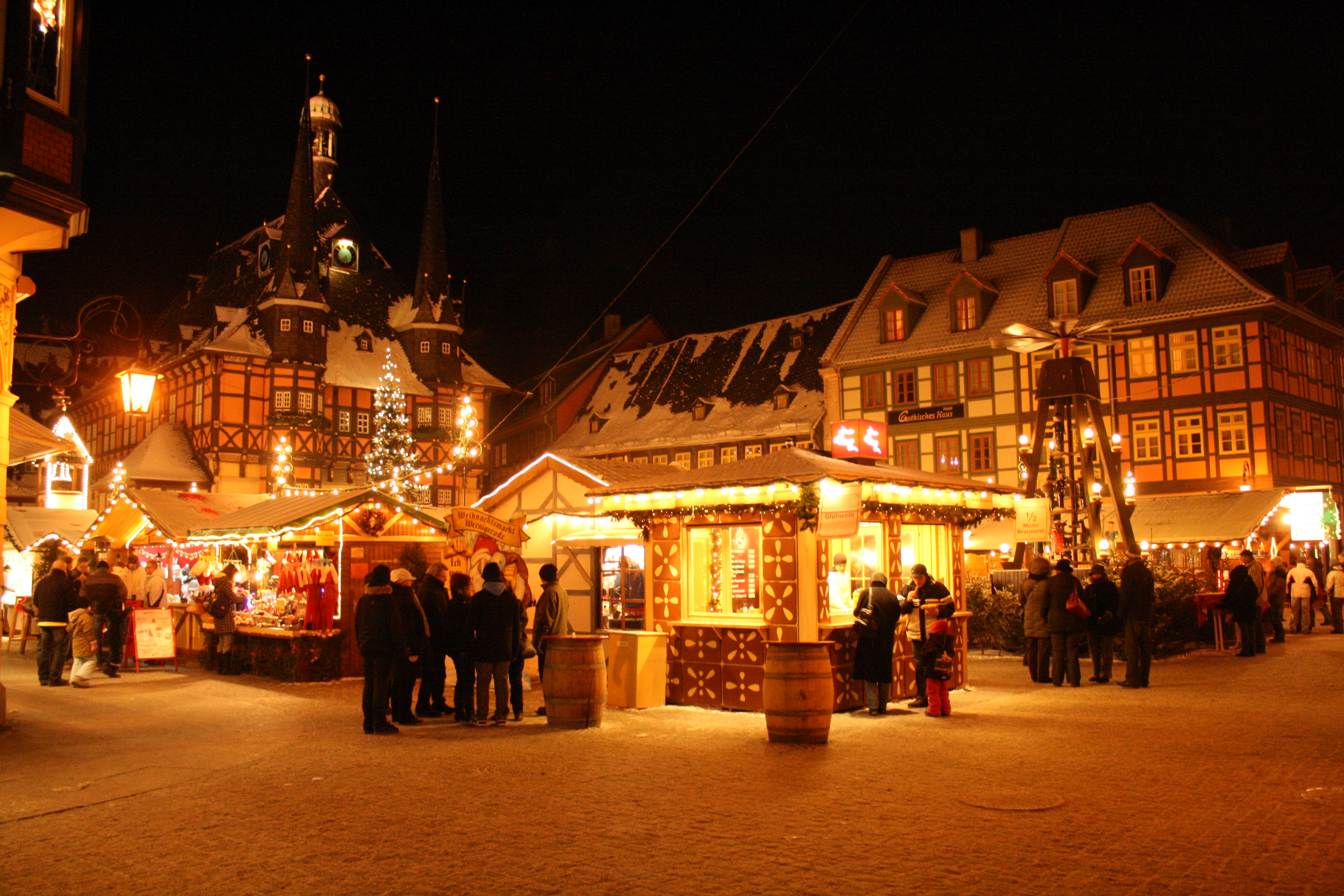
Rathaus zur Weihnachtszeit

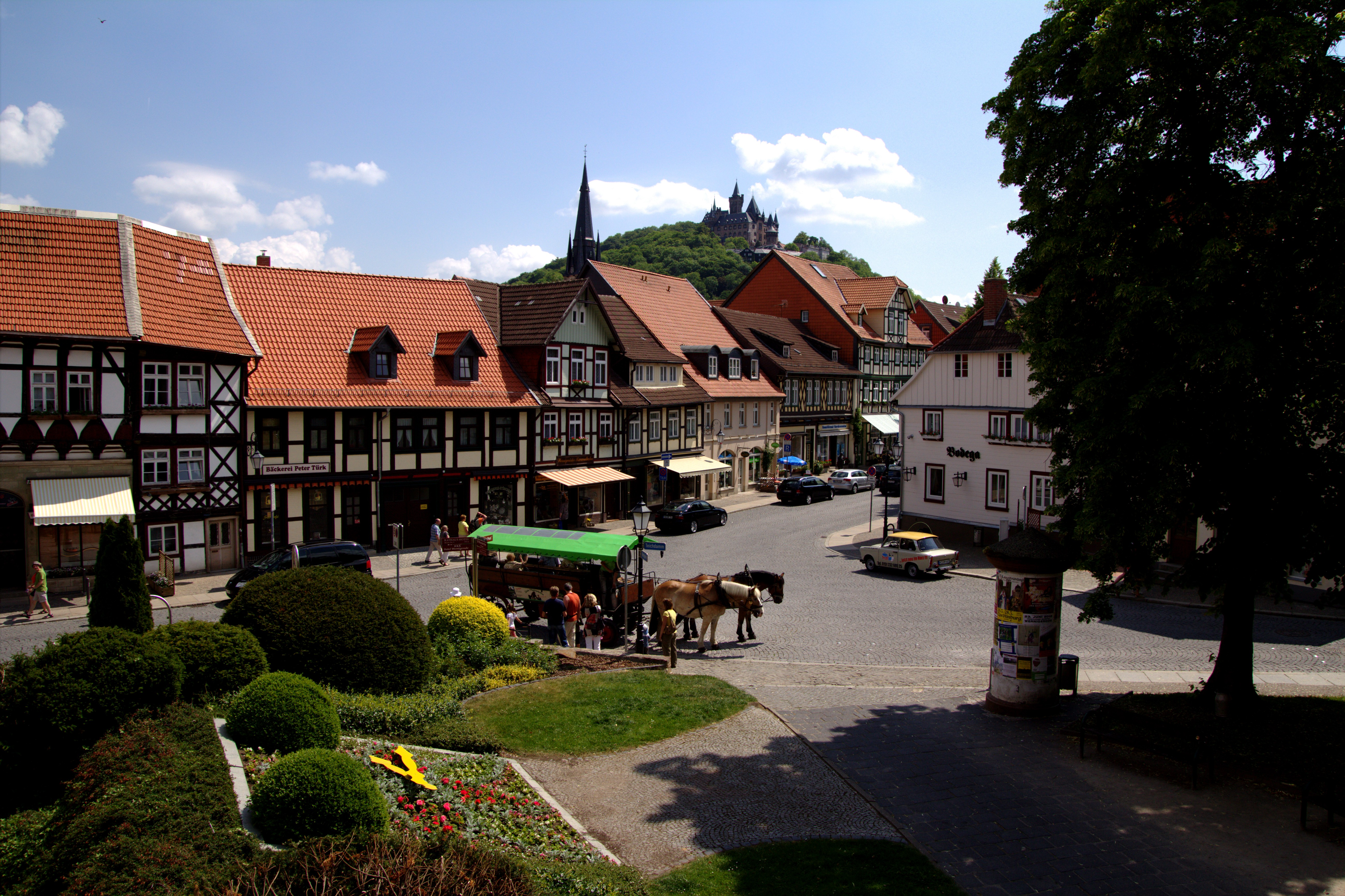
Marktstraße hinter dem Rathaus

### Theater
Jährlich werden im Innenhof des Wernigeröder Schlosses die „Schlossfestspiele“ veranstaltet. Sie sind eine Veranstaltung des Philharmonischen Kammerorchesters Wernigerode. Höhepunkte sind die Aufführungen von Opern bzw. Operetten wie Die Zauberflöte, Falstaff oder Zar und Zimmermann.

### Kultur- und Freizeiteinrichtungen
Das „Harzer Kultur- und Kongresszentrum“, kurz „KiK“ für: „Kultur im Kongresszentrum“, ist ein Komplex mit einem großen Saal (600 Sitzplätze) und mit mehreren Konferenzräumen, die sich für unterschiedliche Veranstaltungen anbieten. Es befindet sich im Zentrum von Wernigerode. Die „Remise“ des Kunst- und Kulturvereins Wernigerode wird für Konzerte im kleinen Rahmen, Lesungen und für sonstige Aufführungen genutzt.
Der Wildpark Christianental befindet sich in Nöschenrode unterhalb des Schlosses. Dort gibt es einheimische, teils seltene Wildtiere wie den Luchs. 
Seit 2005 gibt es den „Hasseröder Ferienpark“, ein kommerzielles Ausflugs- und Urlaubsziel mit Spaßbad und weiteren Freizeitangeboten.
Eine weitere Sehenswürdigkeit ist der sogenannte Planetenweg. Er veranschaulicht unser Planetensystem auf eine leicht verständliche Weise: die Abstände zur Sonne sind im Maßstab 1:1 Milliarde dargestellt. Der Rundgang endet am Harzplanetarium.

### Museen

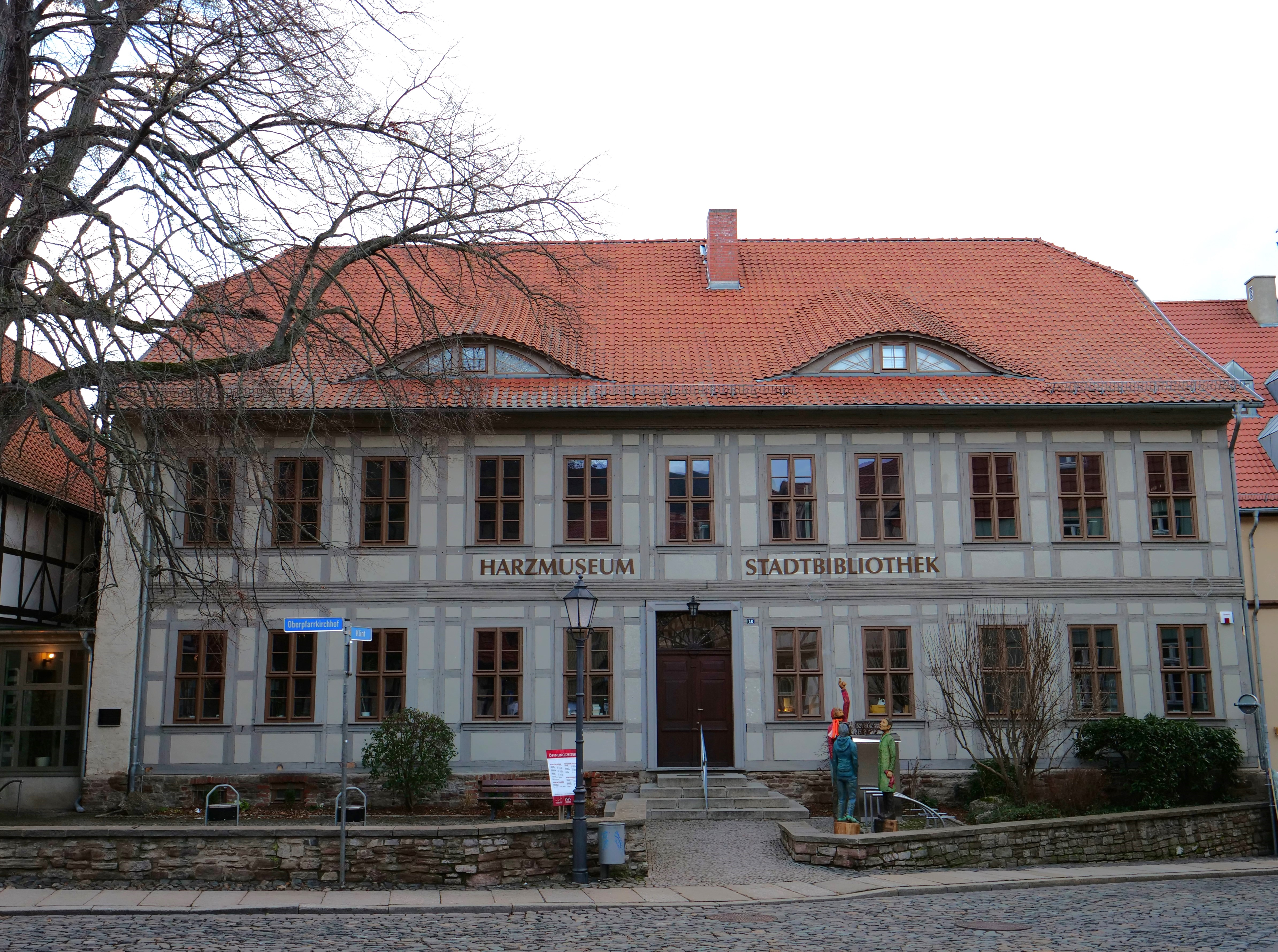
Harzmuseum

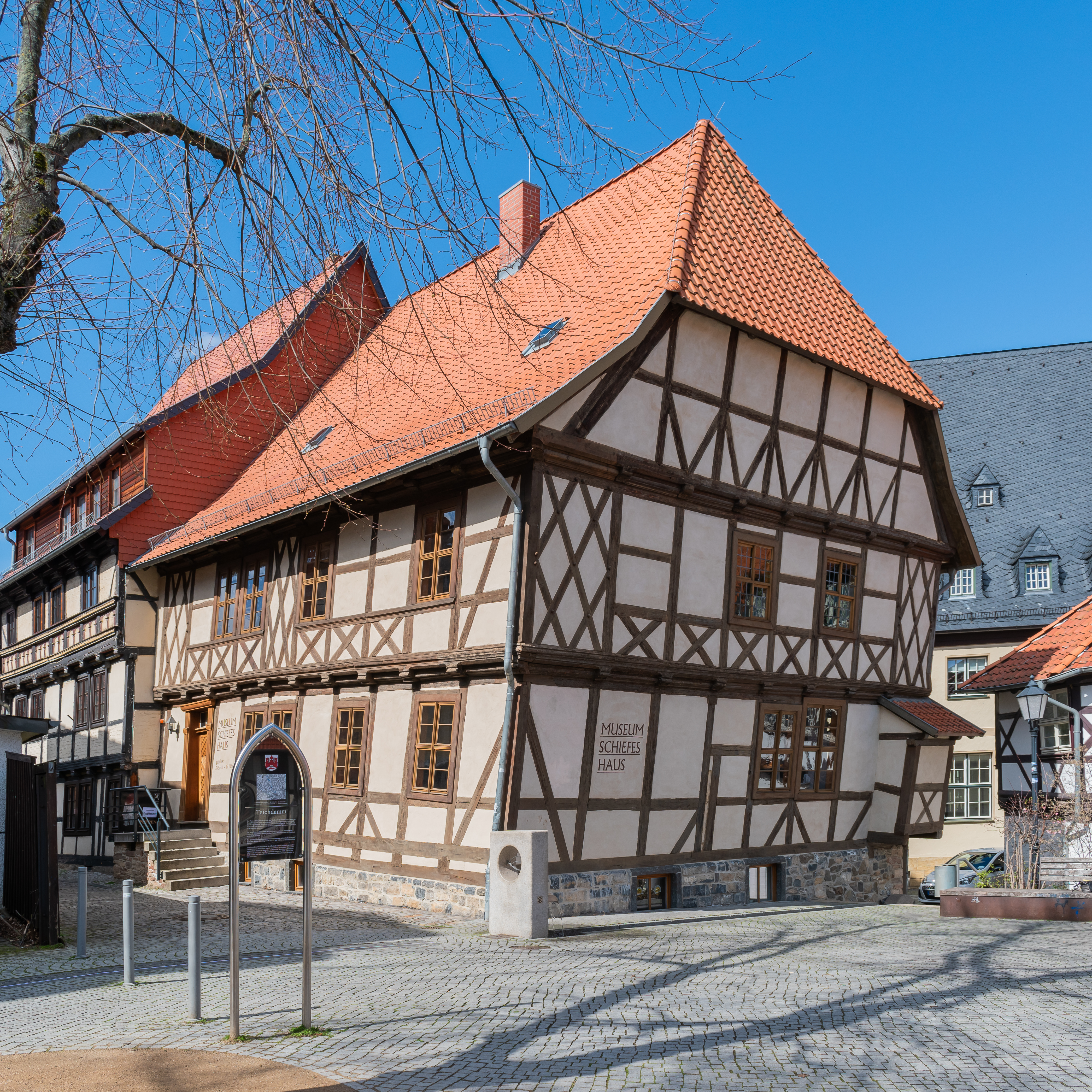
Museum Schiefes Haus

- Schloss, Zentrum für Kunst- und Kulturgeschichte des 19. Jahrhunderts
- Harzmuseum
- Luftfahrtmuseum Wernigerode
- Kleinstes Haus
- Museum Schiefes Haus
- Feuerwehrmuseum
- Mahn- und Gedenkstätte
- Museumshof Ernst Koch, Ortsteil Silstedt
- Schulmuseum, Ortsteil Benzingerode
- Gutsmühle, Ortsteil Minsleben

### Galerien
- Galerie im Ersten Stock
- Galerie im Antiquariat B
- Galerie im „Zentrum HarzKultur“
- Galerie in der „Lounge“

### Bibliotheken
- Stadtbibliothek mit Kinderbibliothek
- Harzbücherei Wernigerode mit Walther-Grosse-Bibliothek des Harzvereins für Geschichte und Altertumskunde
- Bibliothek der Hochschule Harz

### Archive
- Landesarchiv Sachsen-Anhalt
- Kreisarchiv des ehemaligen Landkreises Wernigerode
- Stadtarchiv in der „Alten Münze“

### Musik
Wernigerode wird auch als „Chorstadt“ bezeichnet. Hier befindet sich das Landesgymnasium für Musik mit vier Chören, darunter der Rundfunk-Jugendchor Wernigerode, der 1951 von Friedrich Krell gegründet wurde.
In Wernigerode entstanden an der EOS „Gerhart Hauptmann“ 1971 die ersten Spezialklassen für Musikerziehung (seit 1991 Landesgymnasium für Musik). Neben zwei Kinderchören ist der Mädchenchor Wernigerode unter der Leitung von Steffen Drebenstedt ein bekanntes Ensemble. Aus ehemaligen Chormitgliedern des Rundfunk-Jugendchores entstand im April 2003 unter Leitung von Peter Habermann der Kammerchor Wernigerode, der unter anderem 2007 den Grand Prix der Chöre beim ZDF gewann.
Seit dem Jahr 1999 findet alle zwei Jahre ein „Internationales Johannes-Brahms-Chorfestival & Wettbewerb“ mit einem internationalen Chorleiterseminar unter Federführung des Fördervereins Interkultur statt. Die Stadt veranstaltet mit diesem im Wechsel zweijährlich ein Harzchorfest.
Mehrere Laien- sowie Schulchöre und Ensembles bestehen: die „Wernigeröder Singakademie“, der „Frauenchor Wernigerode“, der „Männerchor Wernigerode von 1848“, der „Männergesangverein Hasserode 1865“, der „Kinderchor Wernigerode“ am Landesmusikgymnasium, die Vokalgruppe „Ars Vivendi“, sowie die Chöre des Gymnasiums Stadtfeld und des Gerhart-Hauptmann-Gymnasiums.
Das Philharmonische Kammerorchester Wernigerode unter Leitung von Christian Fitzner ist eines der wenigen noch existierenden kleinstädtischen Orchester mit überregionaler Bedeutung.
Regelmäßig finden die „Wernigeröder Schlossfestspiele“ im Rahmen der Musikfeste Sachsen-Anhalt statt.
Das „Happy Groove Orchestra“ unter der Leitung von Thomas Schicker ist eine Bigband in klassischer Besetzung.
Hinzu kommt die Sambagruppe „Baraban“, die regelmäßig am Wernigeröder Rathausfest mitwirkt.
Die Kreismusikschule „Andreas Werckmeister“, die Musikschule Schicker mit verschiedenen Standorten und die „Turbine 19“ unterhalten Ensembles unterschiedlicher Musikrichtungen.

### Bauwerke

#### Schloss

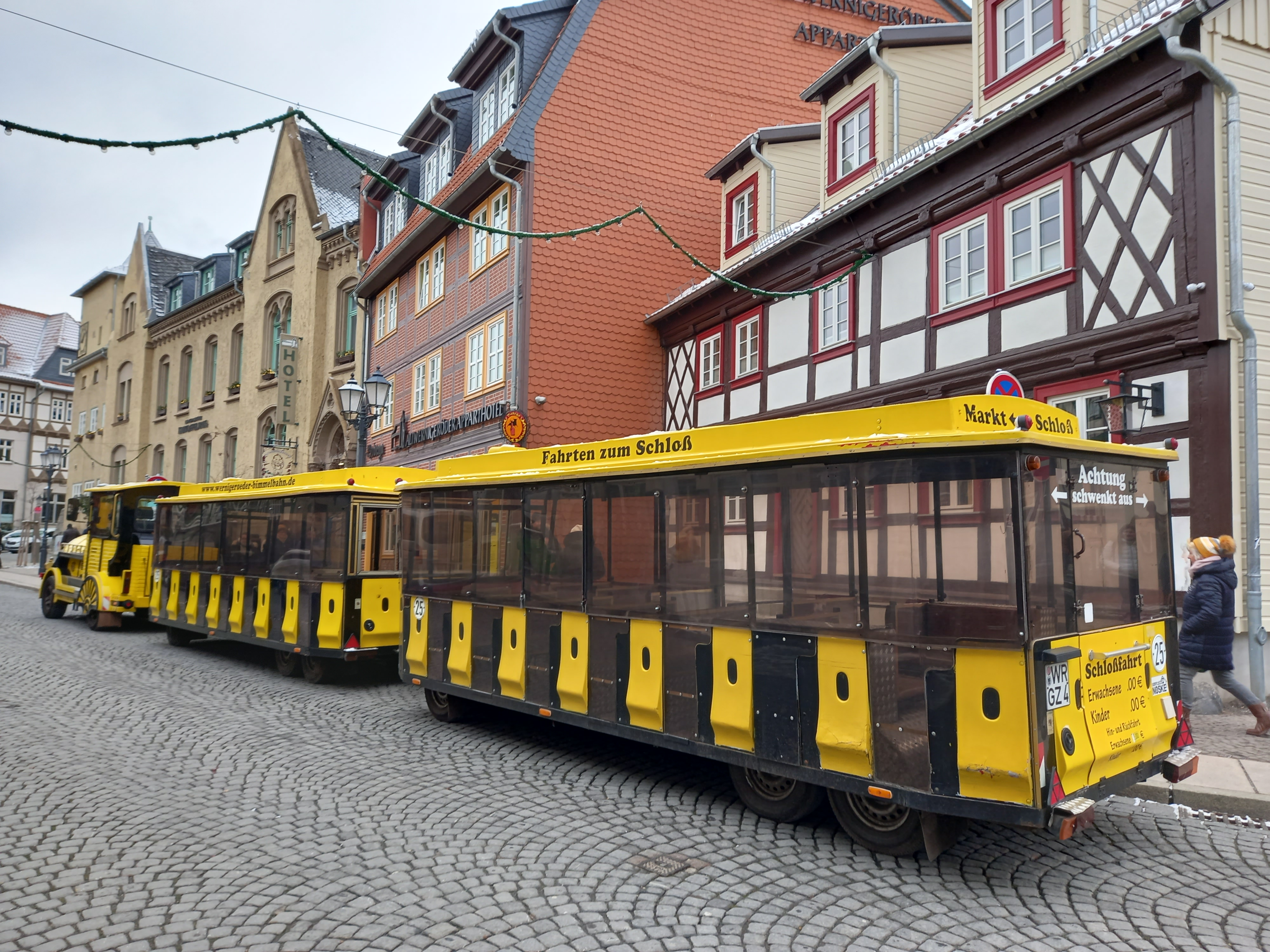
Schlossbahn zum Schloss

Bis zum Jahr 1929 war das Schloss Wernigerode Wohnsitz der 1890 gefürsteten Grafen zu Stolberg-Wernigerode, heute ist es ein Museum insbesondere für Kunst- und Kulturgeschichte des 19. Jahrhunderts.

#### Rathaus
Das dominante Gebäude am Marktplatz wurde im Jahr 1277 erstmals als gimnasio vel theatro (Spiel- und Gerichtshaus) erwähnt. Der massive Bau des ursprünglichen „Spelhuses“ lässt vermuten, dass schon damals an eine spätere Aufstockung durch Fachwerk gedacht war, denn tatsächlich ist bei seinem späteren Ausbau an den Fundamenten nichts geändert worden. Selbst die spitzbogige gotische Eingangstür in das Erdgeschoss ist heute noch vorhanden. Mit der Aufstockung 1492 erhielt das „Spielhaus“ einen großen Festsaal, der über eine Freitreppe an der Westseite betreten werden konnte. Versehen mit einem hohen Giebel, konnte das Rathaus Wernigerode jetzt nicht nur neben den Patrizierhäusern am Markt bestehen, sondern wurde jetzt zum dominierenden Mittelpunkt des Marktplatzes. Die aufwärts strebenden Fachwerkbalken nahmen dem Ganzen die bisherige Plumpheit. Das im Jahr 1497 vollendete Gebäude entsprach schon mehr dem nach städtischer Repräsentanz verlangenden Bürgertum. 1497 wurden vor den breiten niederdeutschen Giebeln zwei schlanke Fachwerktürme gesetzt und als Gegenstück zu diesen vertikalen Elementen als horizontales Band in den unteren Gefachen „geschweifte Andreaskreuze“, die hier zum ersten Mal in Wernigerode auftauchen und dann in der Stadt an anderen Fachwerkhäusern übernommen wurden. Sein heutiges Aussehen erhielt es nach einem Brand (1521) und einem weiteren Umbau in den Jahren 1539 bis 1544. Besonders bemerkenswert sind die geschnitzten Figuren, mit denen die Geschoss- und Dachüberstände verziert sind.

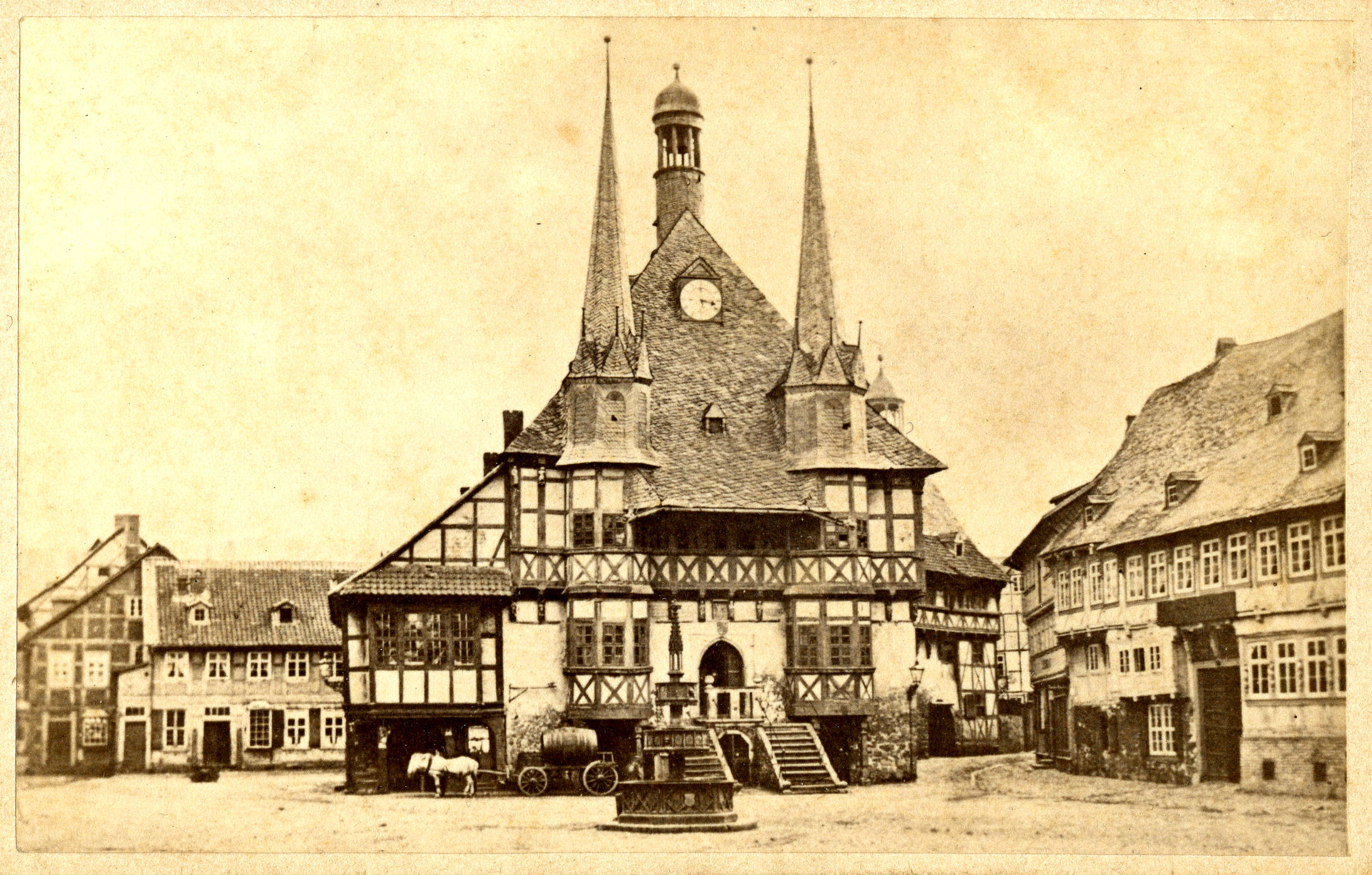
Rathaus um 1870
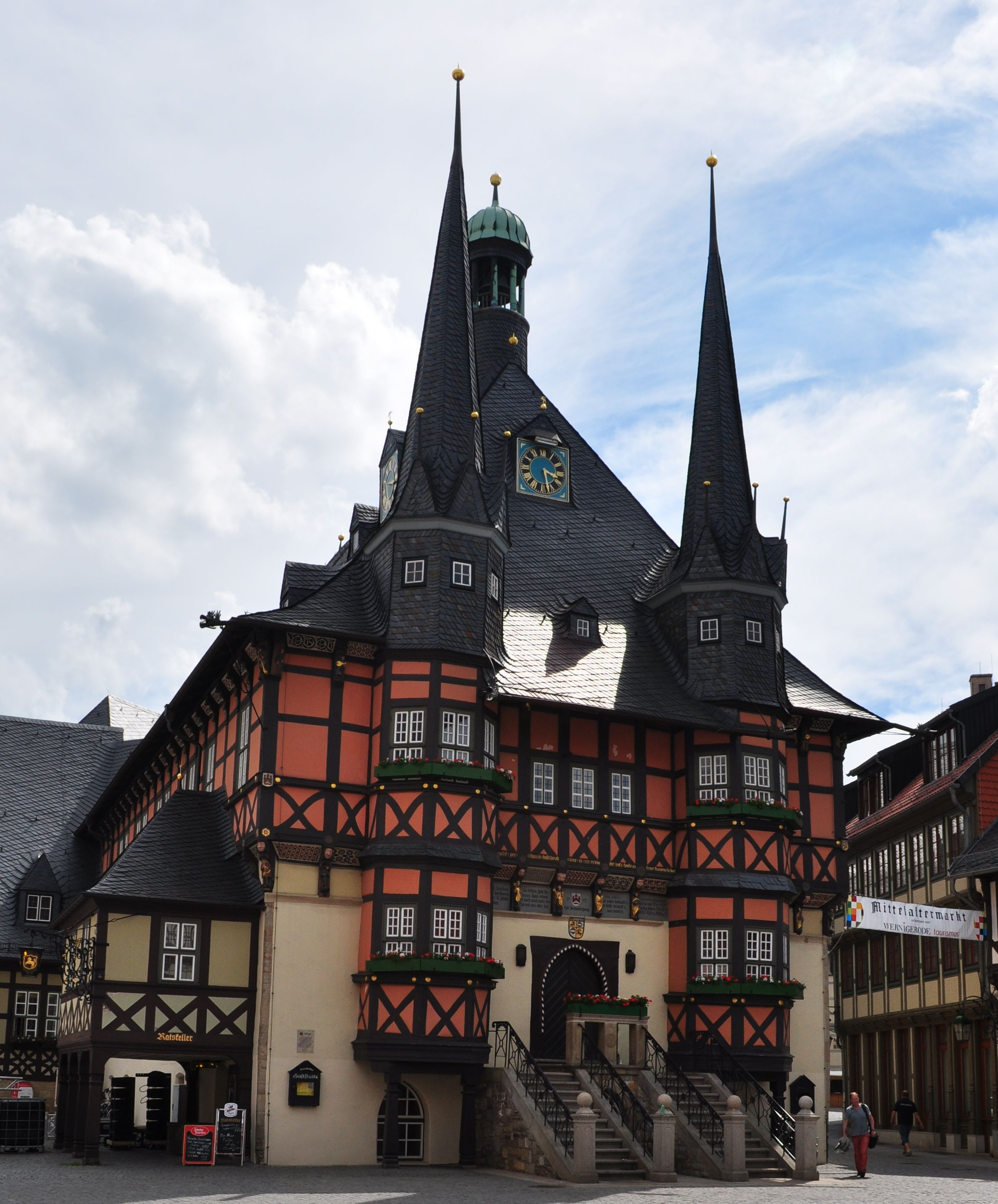
Rathaus 2013
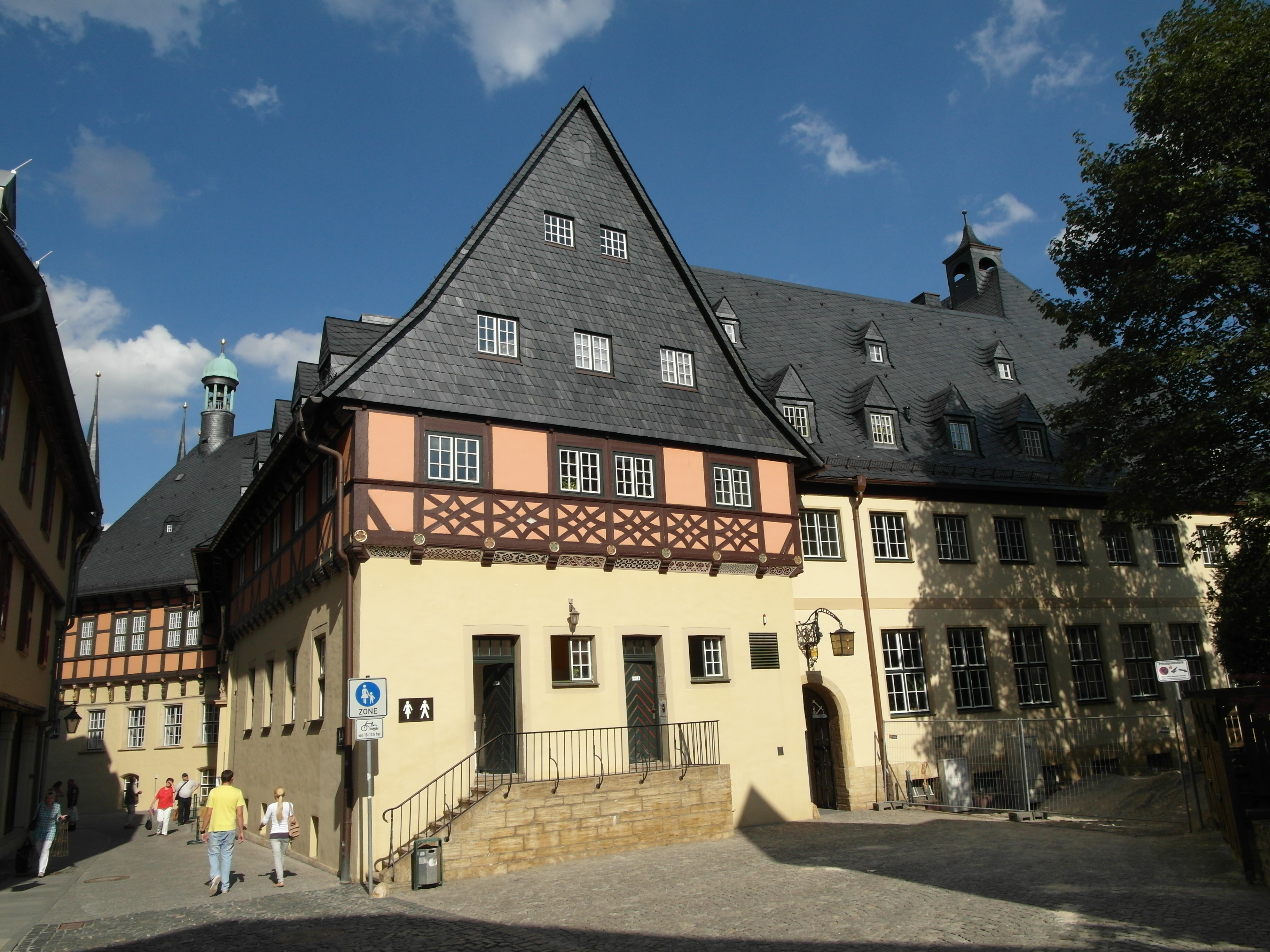
Rückseite des Rathauses
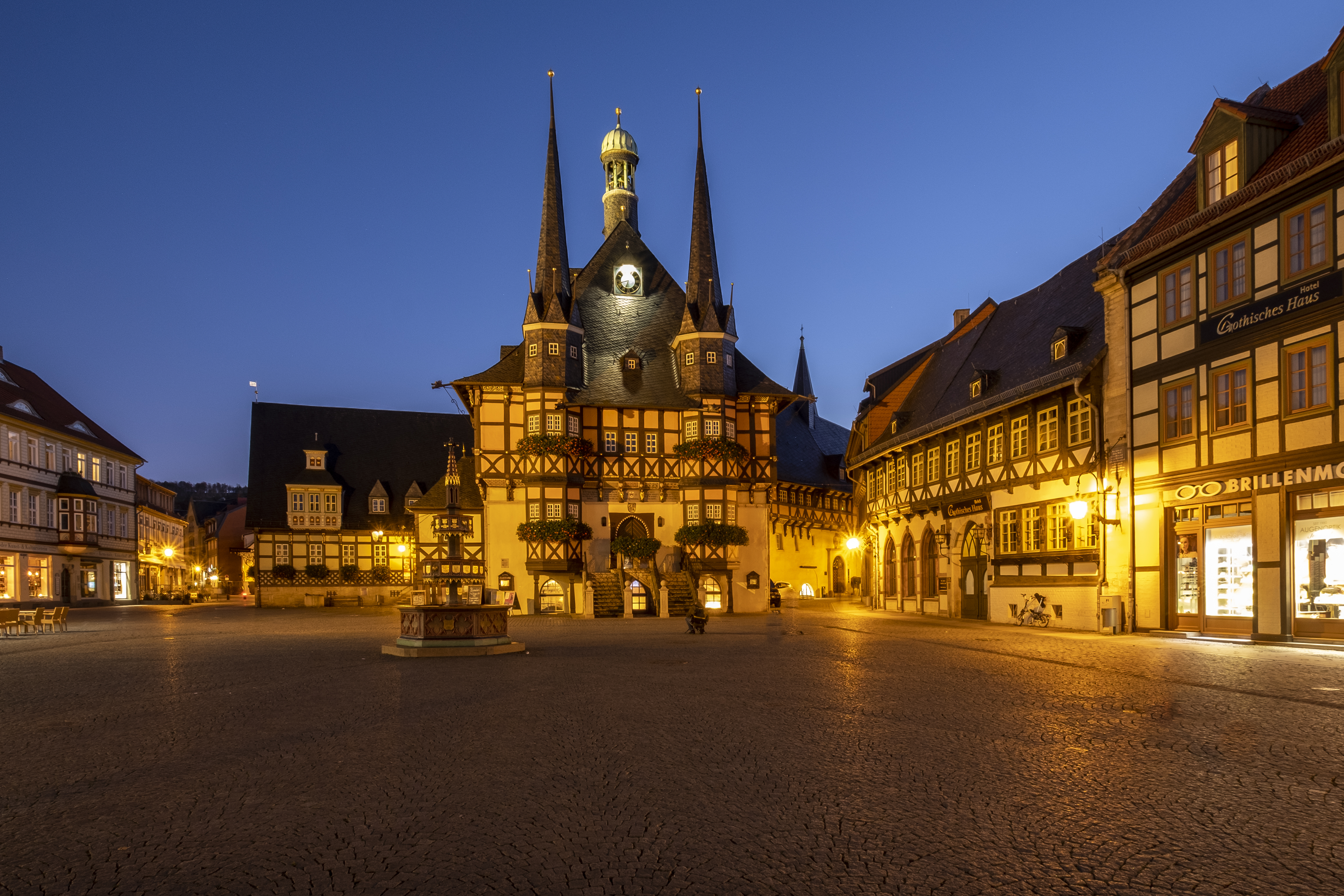
Marktplatz mit Rathaus zur blauen Stunde (2021)

#### Kirchen

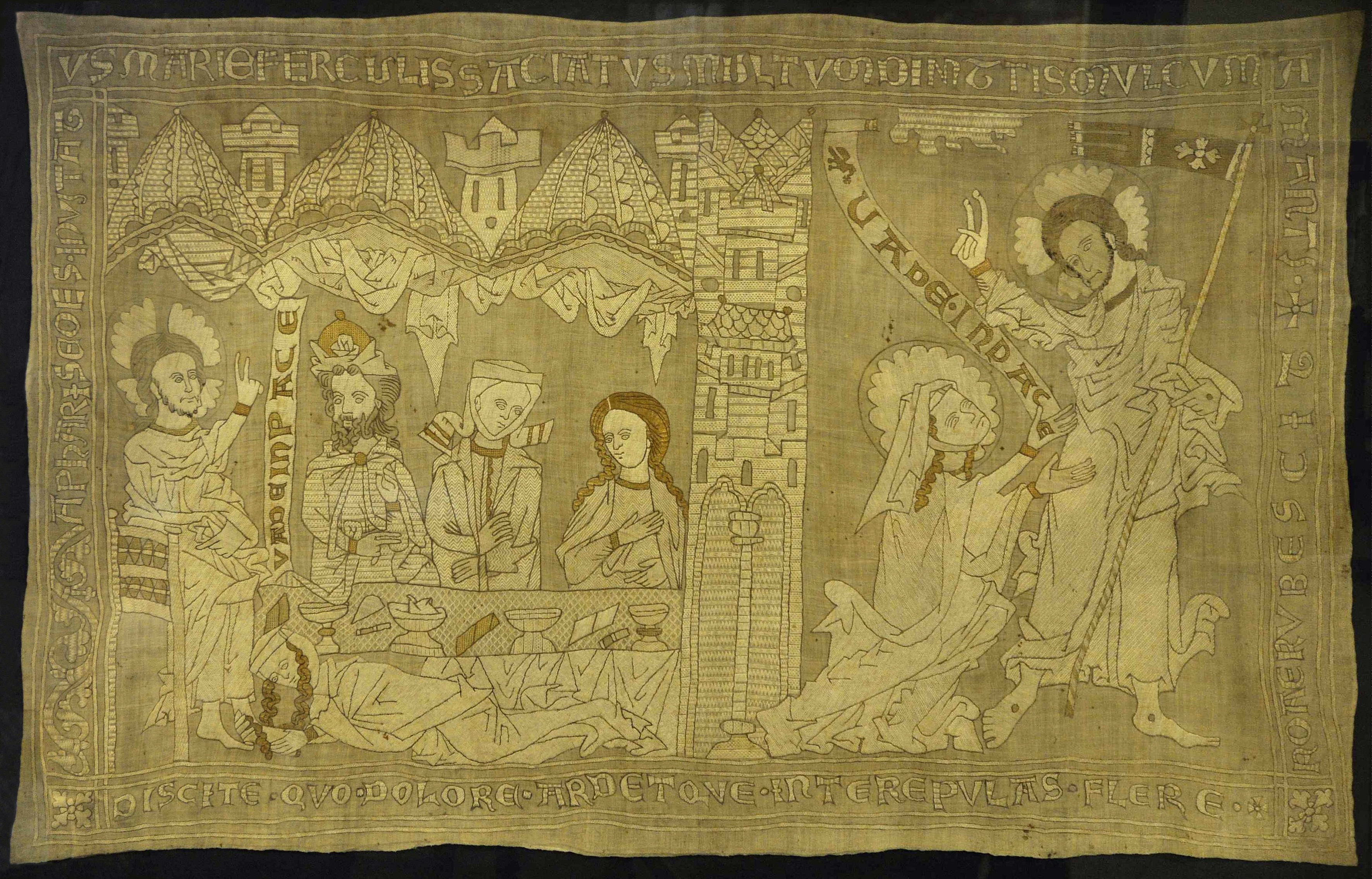
Maria-Magdalena-Antependium

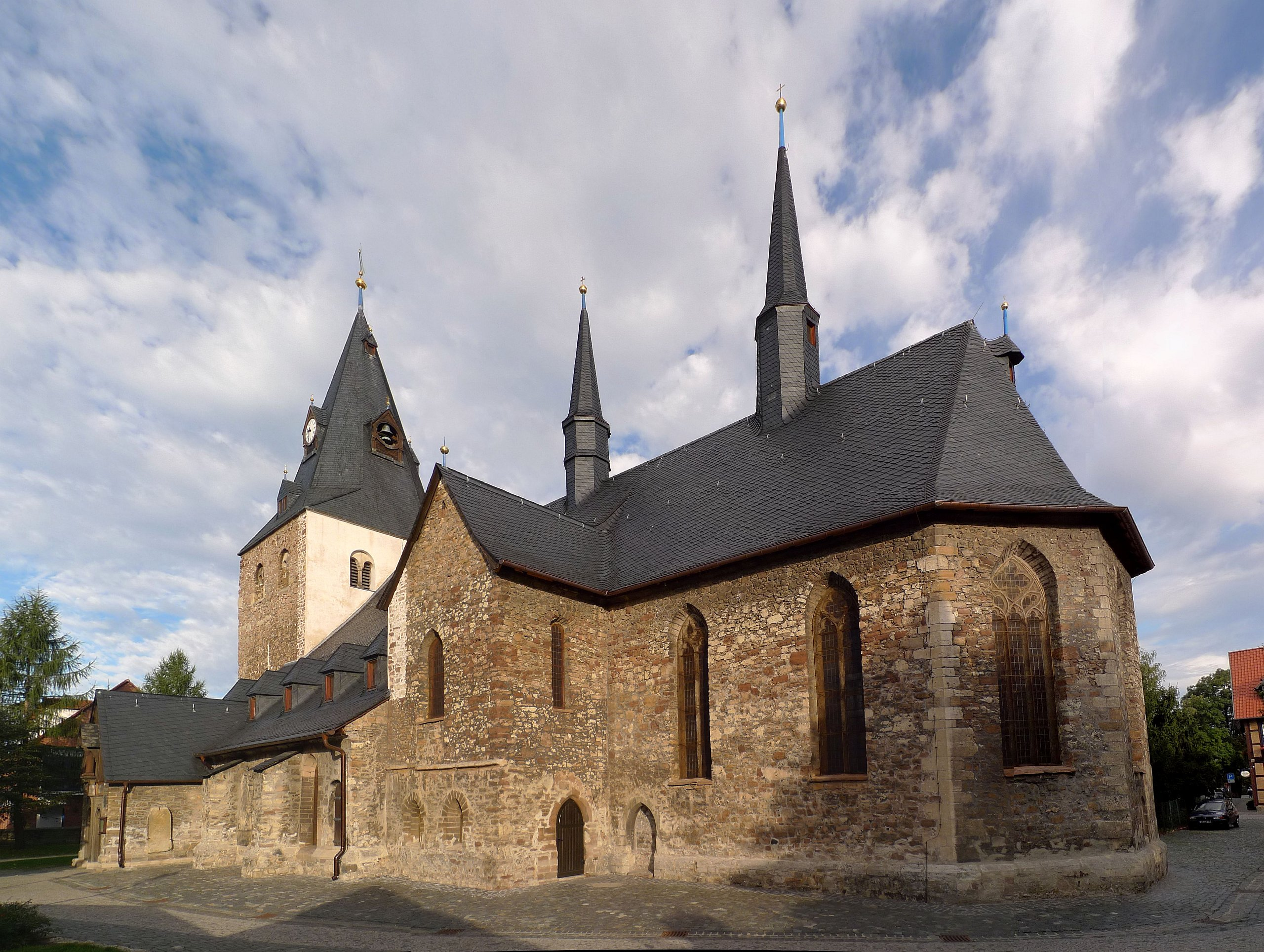
Johanniskirche

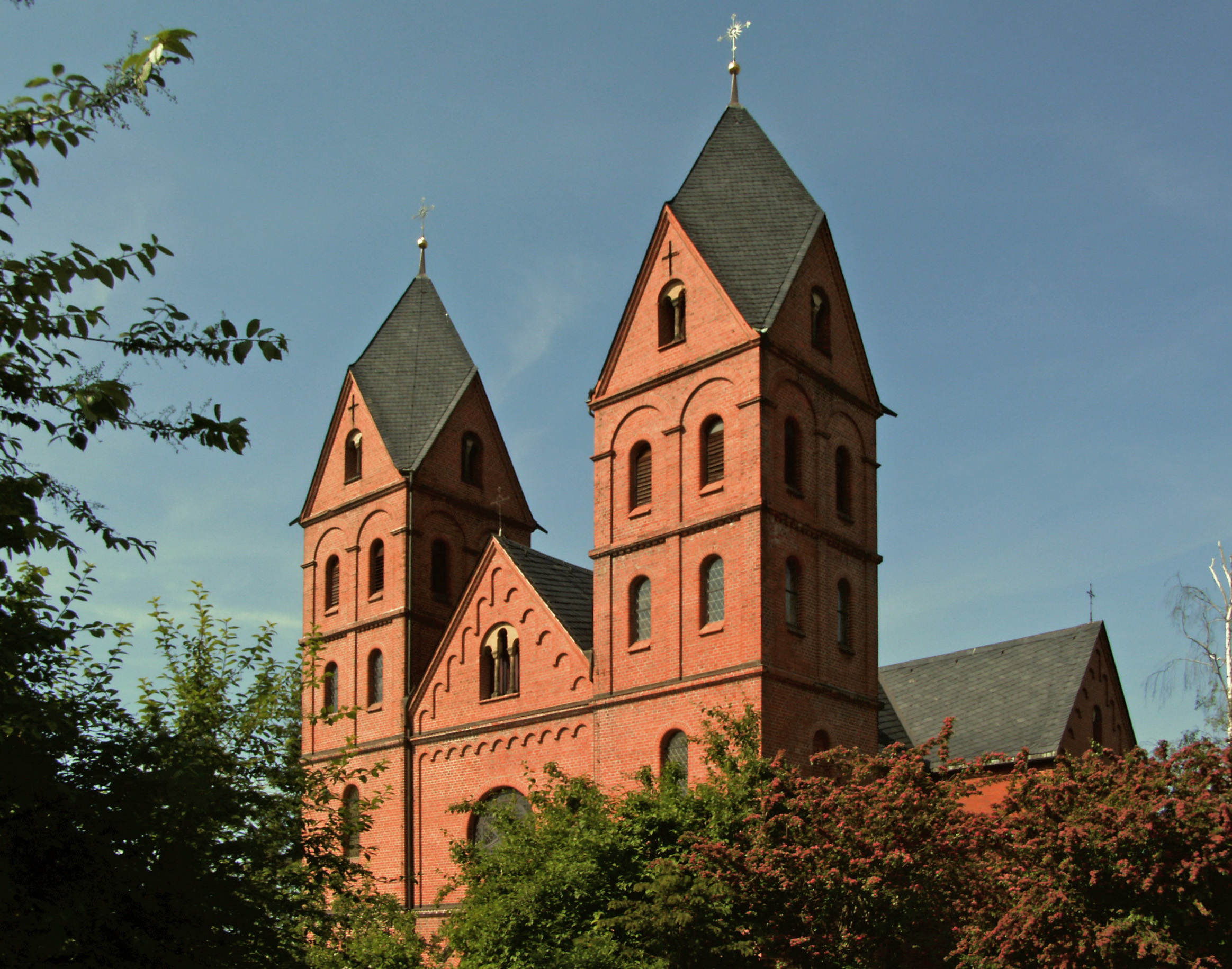
Katholische St.-Marien-Kirche

- St.-Sylvestri-Kirche auf dem Oberpfarrkirchhof

Älteste Pfarrkirche der Stadt, die zunächst dem Heiligen Georg geweiht war. Sie wurde von den Grafen von Wernigerode 1265 in ein Benediktinerchorherrenstift umgewandelt, die ihr mit dem Heiligen Silvester einen zweiten Namenspatron verliehen. Noch heute verfügt die inzwischen evangelische Kirche über dieses Doppelpatrozinium. Sehenswert ist das Maria-Magdalena-Antependium, eine Weißstickerei von etwa 1250. Im 19. Jahrhundert erhielt das Gotteshaus sein neogotisches Aussehen. Die Entwürfe stammen von Schlossbaurat Carl Frühling (1839–1912). Die Kanzel der Kirche, Johannes, Petrus, Paulus und Jakobus zeigend, wurde 1883 von dem ortsansässigen Hofbildhauer Gustav Kuntzsch nach Vorlagen von Peter Vischer dem Älteren geschaffen. Auch das Chorgestühl stammt aus der Werkstatt Kuntzsch. Der ebenfalls 1883 von Kuntzsch gefertigte Altar wurde 1932 entfernt und durch einen im 15. Jahrhundert entstandenen Altar ersetzt, der bis 1751 in der Liebfrauenkirche und anschließend in der 1873 abgerissenen Nikolaikirche gestanden hatte.
Am Oberpfarrkirchhof 13 steht das Gadenstedtsche Haus von 1582.
- St.-Johannis-Kirche

Evangelische Pfarrkirche für die Neustadt von Wernigerode, das in seiner Gesamtsubstanz älteste erhaltene Kirchengebäude der Stadt, zwischen 1265 und 1279 erbaut und Ende des 15. Jahrhunderts baulich verändert, in großen Teilen noch im Original erhalten. Bedeutsam ist der vierflügelige Marien-Schnitzaltar mit heiligen Frauen in der Altarbekrönung von 1415 sowie die Ladegastorgel von 1885, die regelmäßig auch für Konzerte („Orgel zur Nacht“) genutzt wird.
- Kreuzkirche

Die von der zum Kirchenbezirk Sachsen-Thüringen der Selbständigen Evangelisch-Lutherischen Kirche gehörenden Evangelisch-Lutherischen Kreuzkirchengemeinde genutzte und unter Denkmalschutz stehende Kreuzkirche wurde am 19. Oktober 1873 als Gotteshaus der Altlutherischen Kirche geweiht. Die Inneneinrichtung des turmlosen Fachwerkbaus stammt aus der abgerissenen Nicolaikirche, so die Kanzel und die Emporen von 1611. Die kleine Glocke im Dachreiter wurde 1300 gegossen. Während der Zeit des Nationalsozialismus boten die Altlutheraner Mitgliedern der Bekennenden Kirche die Gelegenheit, ihre Gottesdienste in der Kreuzkirche abzuhalten. So predigten auch der bekannte, von den Nationalsozialisten verfolgte evangelisch-unierte Pfarrer Martin Niemöller und der spätere evangelisch-unierte Bischof Otto Dibelius in der Kreuzkirche. Nach dem Ende des Krieges bedankte sich die Bekennende Kirche mit einem spätgotischen Kreuz, das sich bis heute in der Kirche befindet.

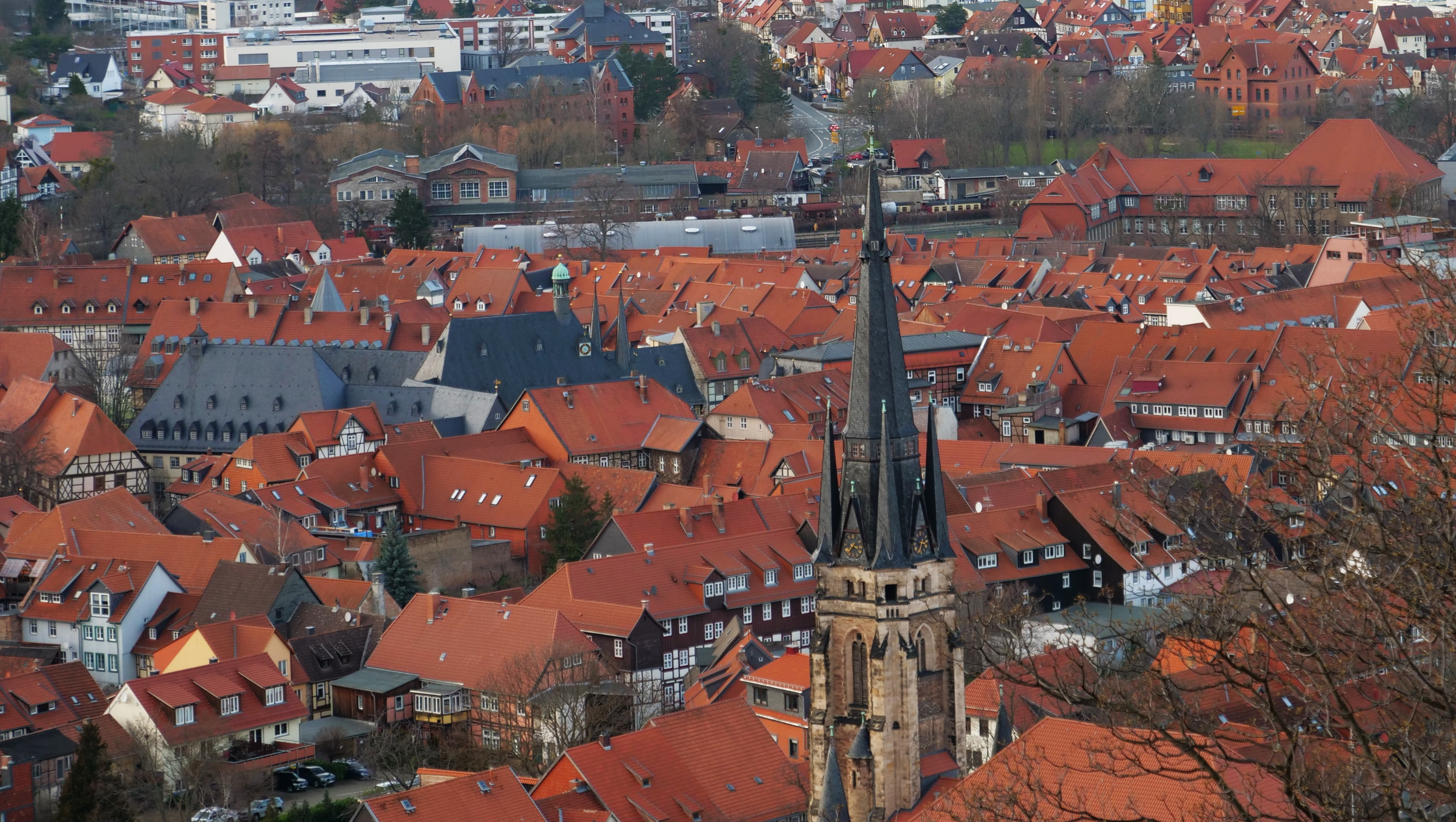
Turm der Liebfrauenkirche und Bahnhofsgelände

- Konzerthalle Liebfrauen; vormals Liebfrauenkirche

einstige Pfarrkirche für das Burgstraßenviertel und Teile von Nöschenrode, 1751 durch Brand zerstört, danach wiederaufgebaut. Der Turm kann bestiegen werden. Seit 2018 an eine Kulturstiftung verkauft, am 3. Februar 2019 entwidmet. Dann erfolgte der Umbau zur Konzerthalle.
- Theobaldikapelle in Nöschenrode

spätmittelalterliches Bauwerk mit sehenswerter Barockausstattung. Um 1400 als Sühnekapelle erbaut, mit barocken Malereien von 1636, Glockenturm von 1710.
- St.-Georgii-Kapelle

Um 1350 erbaute Kapelle, an der Ilsenburger Straße nordwestlich der Altstadt gelegen, mit Glockenturm von 1635.
- St.-Marien-Kirche

Das heute einzige katholische Gotteshaus Wernigerodes wurde 1905/06 an der Sägemühlengasse errichtet. Die neoromanische Basilika ist in der Grundform eines Kreuzes erbaut und mit zwei Türmen auf der Westseite ausgestattet. Heute ist die Kirche Sitz der Pfarrei St. Bonifatius im Dekanat Halberstadt, die sich vom Großen Fallstein bis zum Brocken erstreckt.
- Neuapostolische Kirche an der Lüttgenfeldstraße im Stadtteil Hasserode.

- Christuskirche in der Lutherstraße im Stadtteil Hasserode

Die mitten im Stadtteil Hasserode gelegene Christuskirche Wernigerode ist die religiöse Heimstatt der Evangelischen Christusgemeinde Wernigerode-Schierke, die im Jahr 2009 ihr 100-jähriges Bestehen feierte. Der neoromanische Bau, der zu Gottesdiensten, Gemeindefesten ebenso wie für Konzerte regelmäßig genutzt wird, ist der Mittelpunkt einer ökumenisch ausgerichteten Gemeindetätigkeit, die ihre Wurzeln in der Gemeinde der ehemaligen preußischen Kolonie „Friedrichsthal“ hat. Christen lutherischen und reformierten Bekenntnisses hatten sich seit 1778 in einem Vorgängerbau der Konkordienkirche gemeinsam versammelt.
- Konkordienkirche am Langen Stieg im Stadtteil Hasserode

Das 1847 errichtete Bauwerk wurde in den 1930er Jahren umgebaut und dient als Kindergarten der Christusgemeinde.

#### Weitere Bauwerke

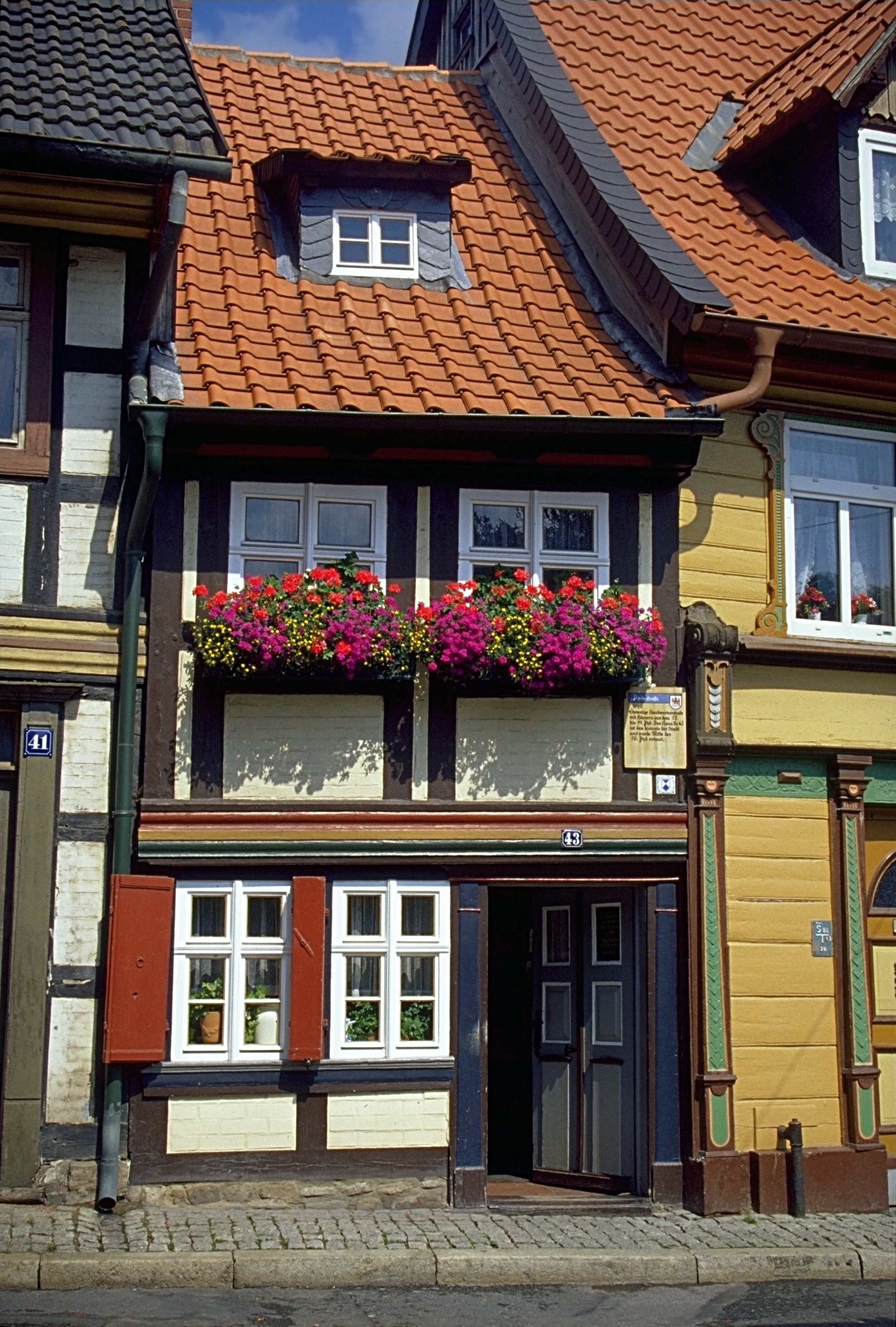
Kleinstes Haus von Wernigerode

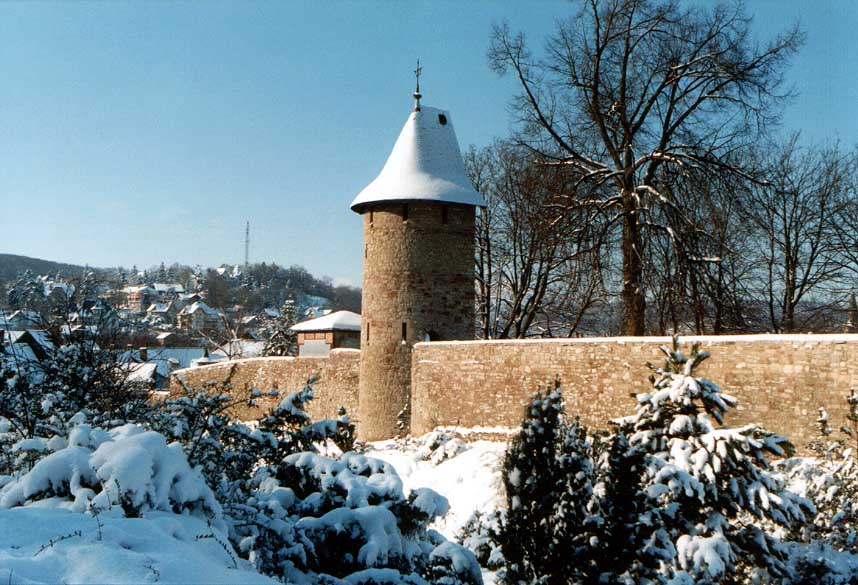
Stadtmauer mit Halbschalenturm

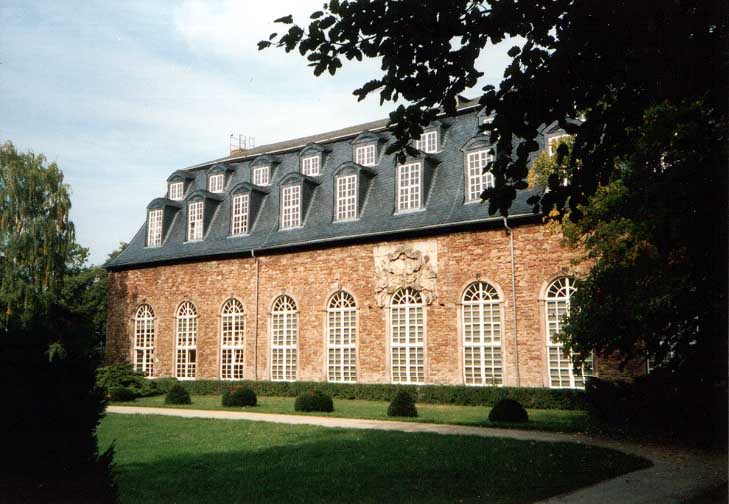
Orangerie

- Das kleinste Haus der Stadt

in der Kochstraße ist heute ein Museum.
- Das schiefe Haus

Ehemalige Teichmühle – ein Fachwerkhaus, das sich wegen teilweiser Unterspülung durch den unterirdischen Mühlgraben im Laufe mehrerer Jahrhunderte auf einer Seite abgesenkt hat. Es ist heute Sitz eines Vereins.
- Das Krummelsche Haus[57]

Breite Straße 72, ist ein barockes Fachwerkhaus, das der aus Berlin stammende Kornhändler Heinrich Krummel 1674 erbauen ließ. Das hölzerne Fachwerkgerüst ist reich beschnitzt und die Fensterbrüstungen sind geschlossen mit Relieftafeln versehen, so dass die außerdem mit einer monochromen Farbfassung versehene Fassade absichtsvoll wie ein höherwertiger Steinbau wirkt. Die figürlichen Schnitzreliefs eines unbekannten Künstlers stellen unter anderem Erdteil-Allegorien nach Vorlagen des flämischen Kupferstechers Adriaen Collaert (1560–1618) dar. 1875 wurde das Erdgeschoss als Laden grundlegend umgebaut und durch den heimischen Holzbildhauer Gustav Kuntzsch mit allerlei Zierrat und fünf Vollplastiken auf Konsolen überreich geschmückt. Heute beherbergt das Haus einen gastronomischen Betrieb.

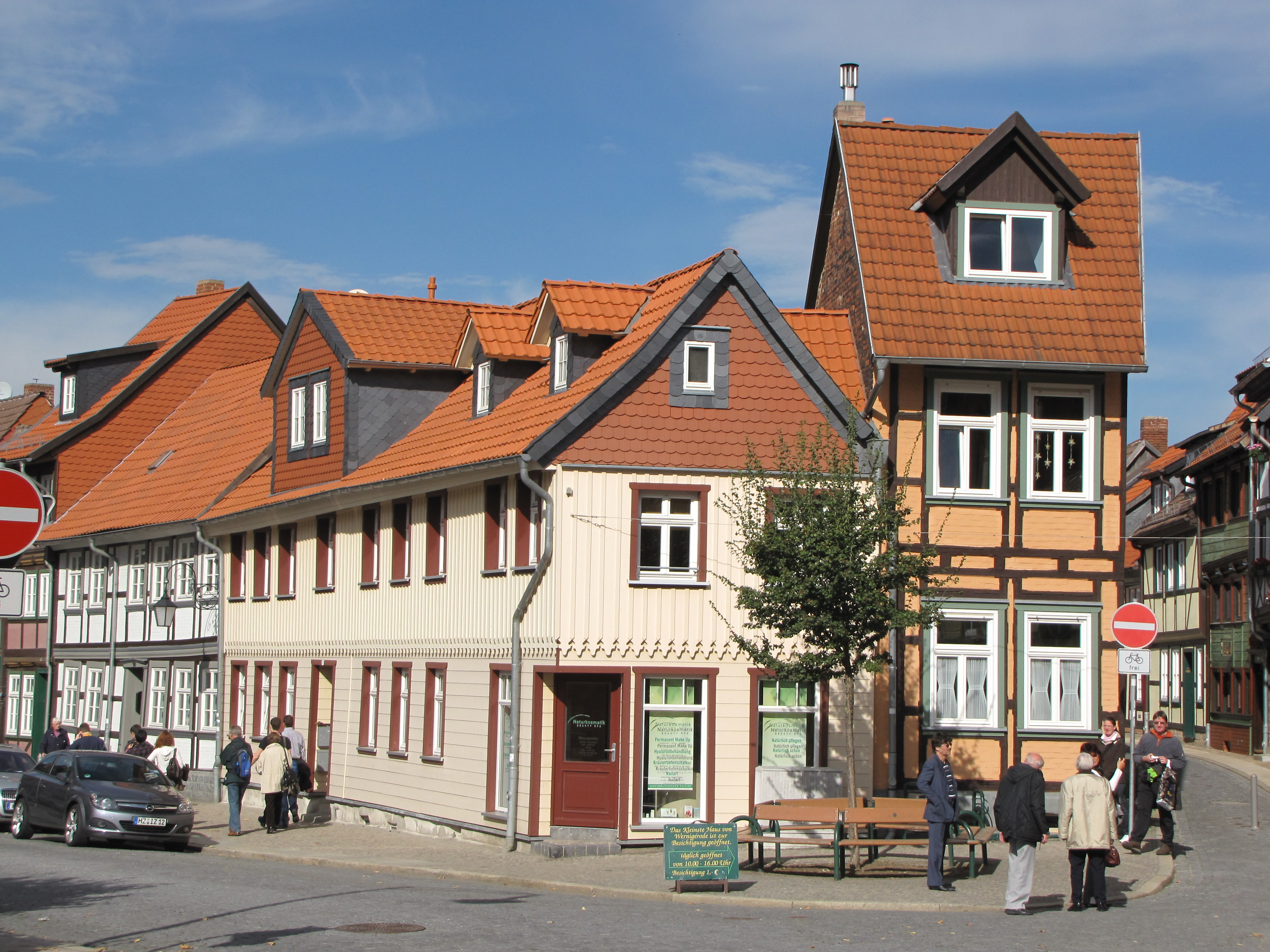
Fachwerkecke nahe dem Kleinsten Haus
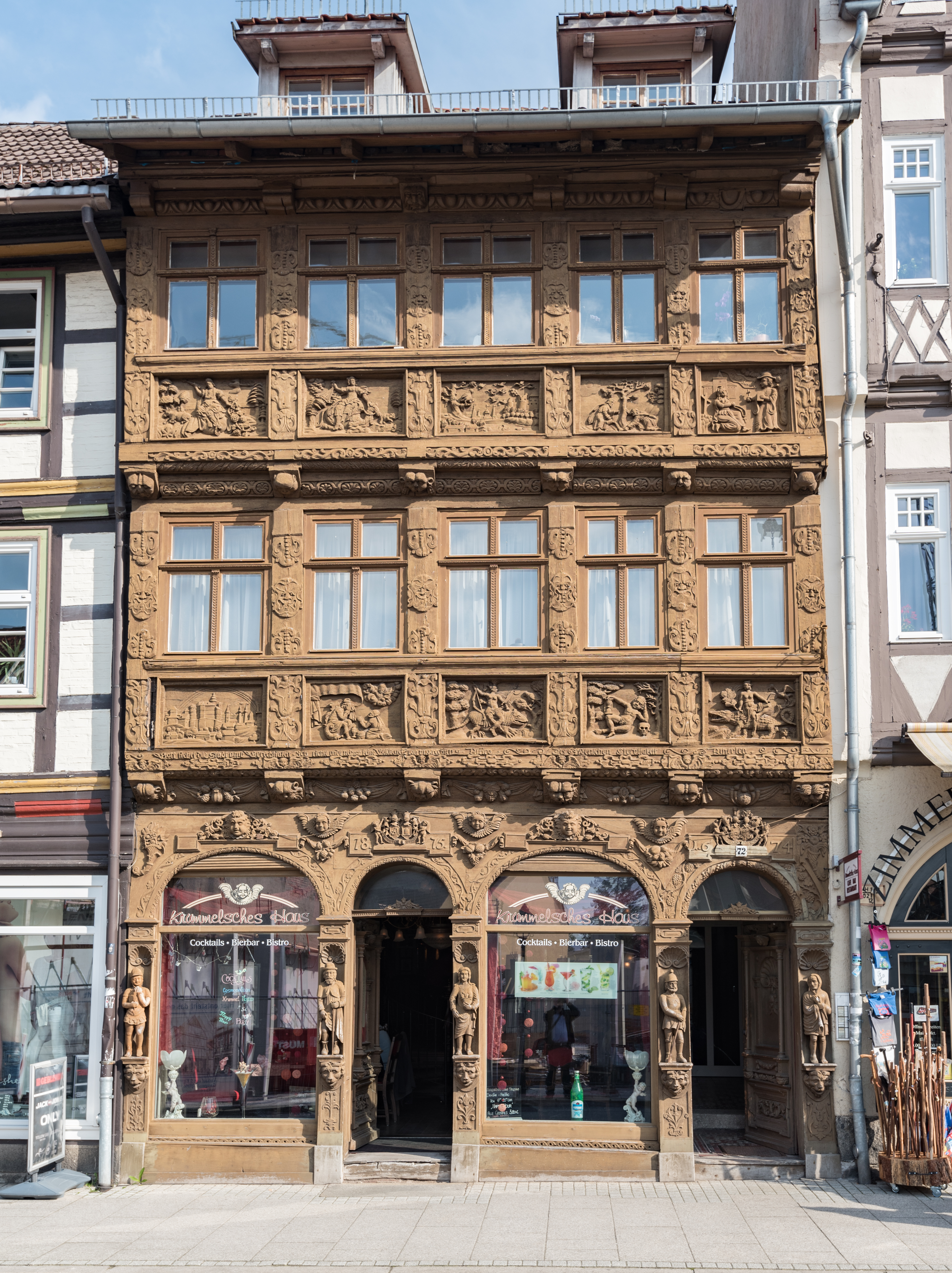
Krummelsches Haus
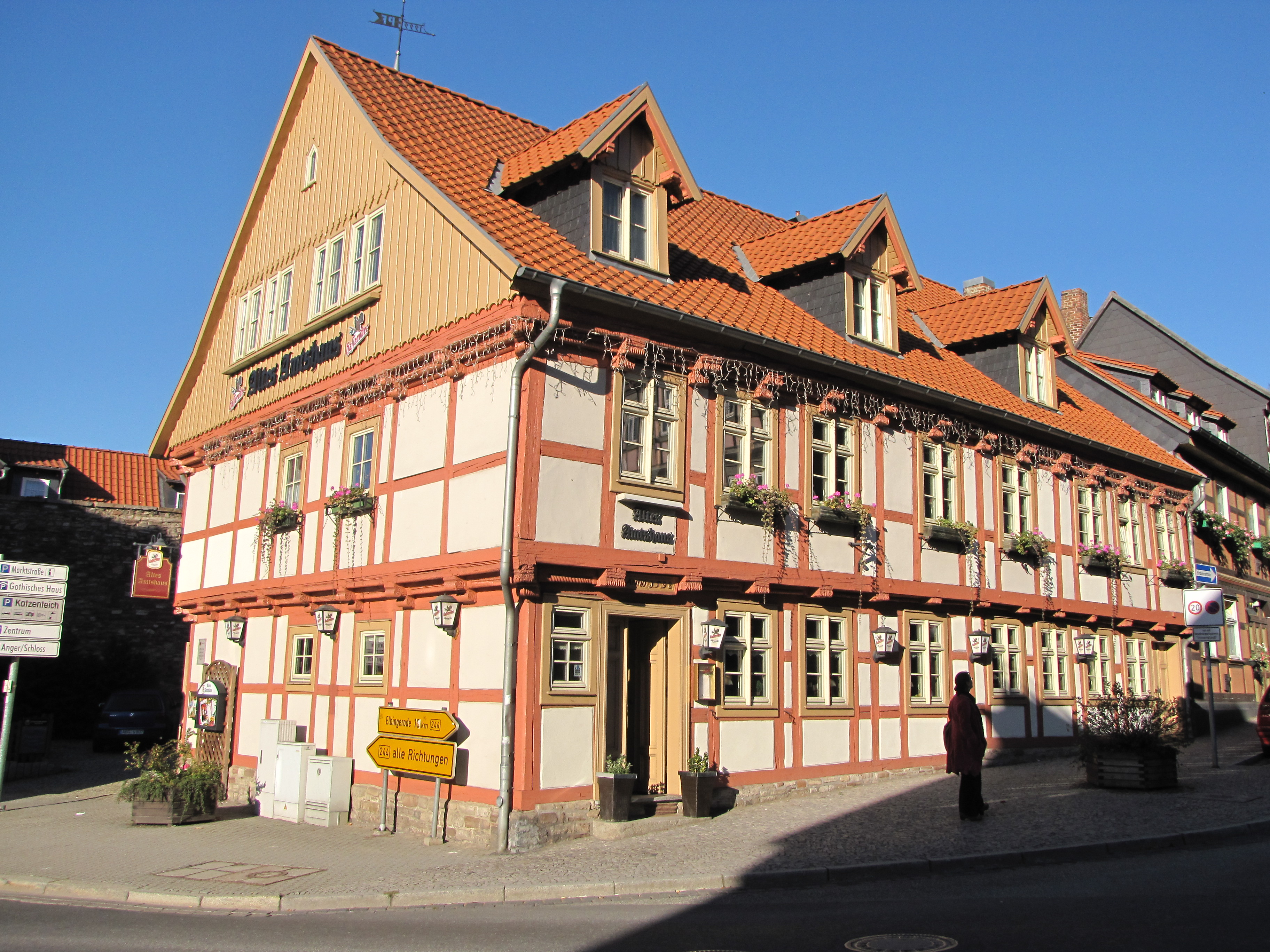
Altes Amtshaus
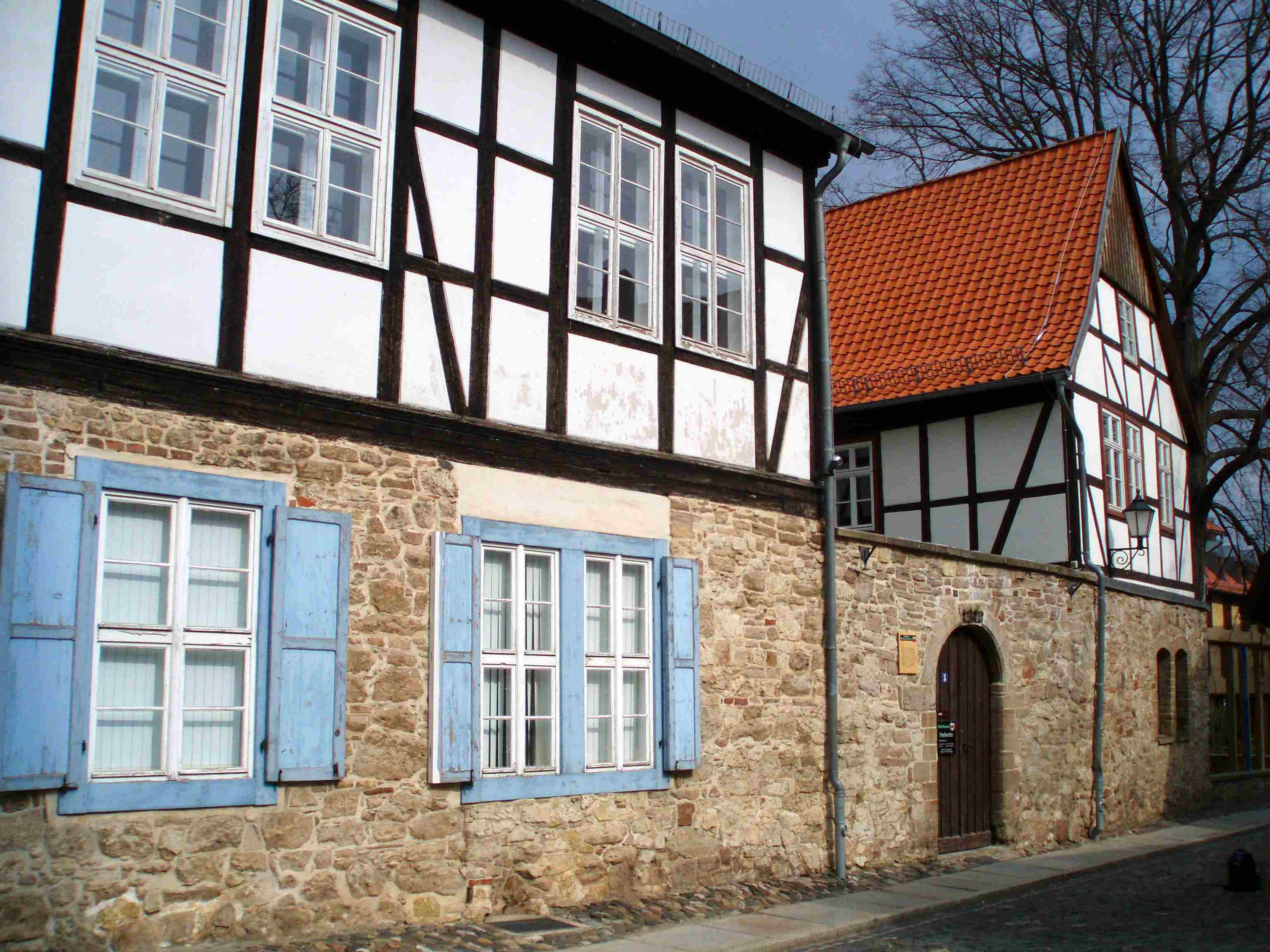
Alte Münze (Stadtarchiv und Harzbücherei)

- Die Alte Münze

eines der wenigen erhaltenen Fachwerkhäuser mit steinernem Erdgeschoss aus dem 16. Jahrhundert, erbaut von Valentin von Sundhausen, beherbergt heute die Harzbücherei und das Stadtarchiv.
- Der Westerntorturm

wurde um 1250 als Stadttor erbaut, war ehemals Teil der Stadtmauer und ist mit 41 Metern der größte der noch erhaltenen Wehrtürme.
- Der Halbschalenturm

auf den Tuchmacherrähmen ist ein alter Stadtmauerturm, der 1889 auf Veranlassung von Graf Otto zu Stolberg-Wernigerode wieder mit einem Schieferdach versehen wurde. In der Nähe des früheren fürstlichen Vorwerks steht noch ein zweiter derartiger Turm.
- Kaiserturm

auf dem Armeleuteberg ist ein 1902 auf Kosten von Edmund Lührmann errichteter Aussichtsturm mit guter Fernsicht auf das Schloss, die Harburg und das nördliche Harzvorland bis Halberstadt.
- Orangerie

im ehemaligen Lustgarten am Schlossberg: errichtet 1728–1731, 1826 Umbau zur Bibliothek. Während des Luftangriffs vom 22. Februar 1944 im Westteil beschädigt und später wiederhergestellt.
- Das Haus Preysser

in der Breiten Straße ist ein Fachwerkhaus aus dem Jahr 1696, das der Stilepoche des Manierismus zugeordnet wird.
Alle Kulturdenkmale Wernigerodes sind in der Liste der Kulturdenkmale in Wernigerode eingetragen, die Bodendenkmale in der Liste der Bodendenkmale in Wernigerode.

### Parks
- Anlage der Landesgartenschau Wernigerode, heute Bürgerpark, mit Köhlerteich und dem Kleinen Harz
- Lustgarten nebst Kastanienwäldchen
- Tiergarten mit Schlossgarten (der Schlossgarten gehört zum Netzwerk Gartenträume Sachsen-Anhalt)
- Wildpark Christianental

### Friedhöfe
- Zentralfriedhof am Eichberg
- Theobaldifriedhof in Nöschenrode mit den Gräbern der fürstlich-gräflichen Familie

### Denkmäler
- Lossen-Denkmal im Drängetal, 1896 errichtet für den Geologen Karl August Lossen
- Hermann-Löns-Denkmal, errichtet 1929 vom Harzklub, Plakette: Entwurf und Ausführung durch Hans Bülow
- Karl-Marx-Denkmal von Rudolf Wewerka (1953 errichtet), das älteste erhaltene Denkmal für Karl Marx in Deutschland
- Gedenkstein für König Friedrich II. von Preußen in Hasserode, eingeweiht am 13. September 2012
- Gedenkstein von 1987 auf dem Theobaldifriedhof, den Malern der Künstlerkolonie Wernigerode gewidmet

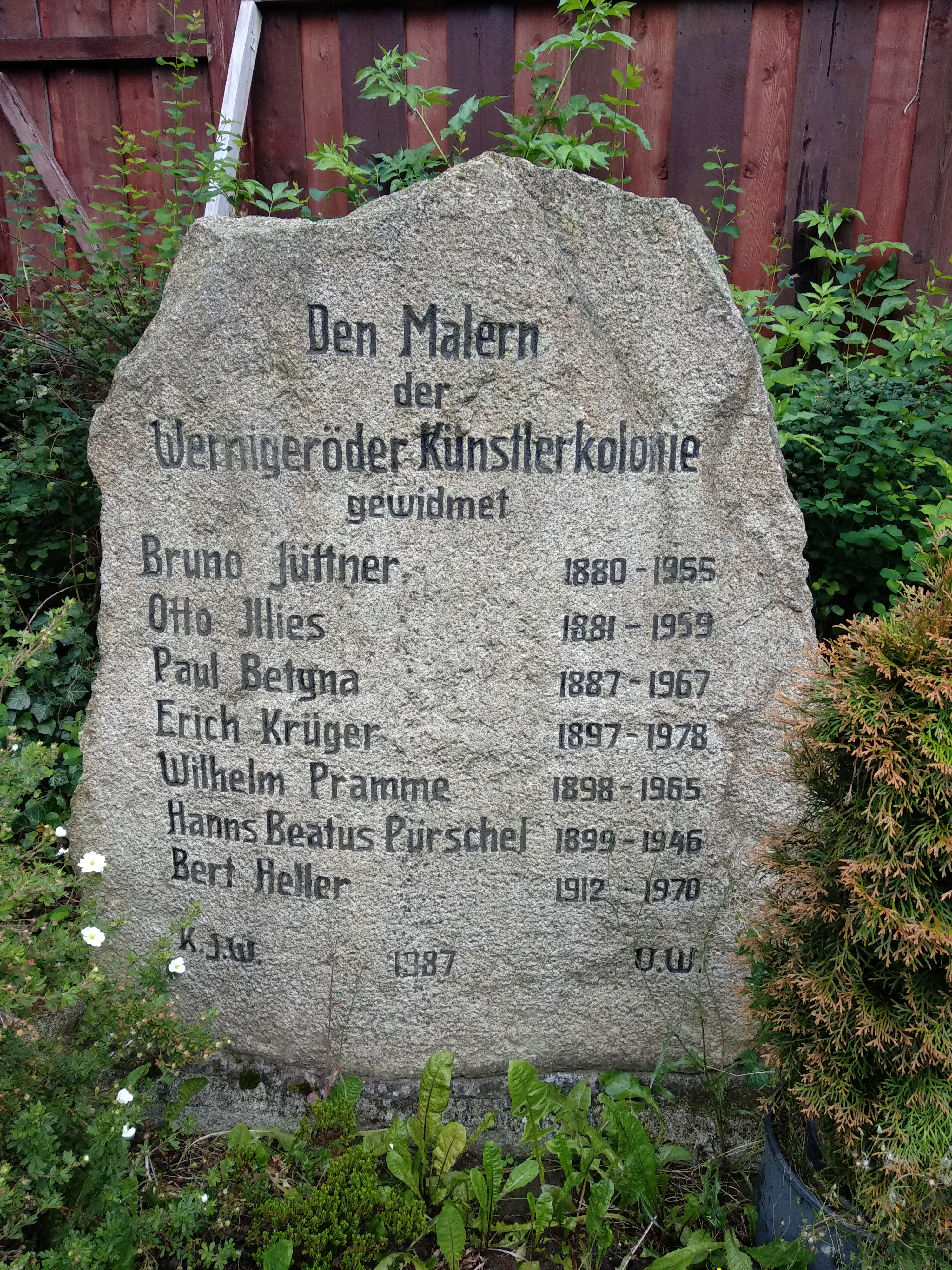
Gedenkstein für die Maler der Künstlerkolonie Wernigerode

### Naturdenkmäler
- Mönchsbuche
- Ottofels, Gebohrter Stein
- Steinerne und kleine Renne, in der Nähe der Wernigeröder Bürgerbrunnen

### Sport

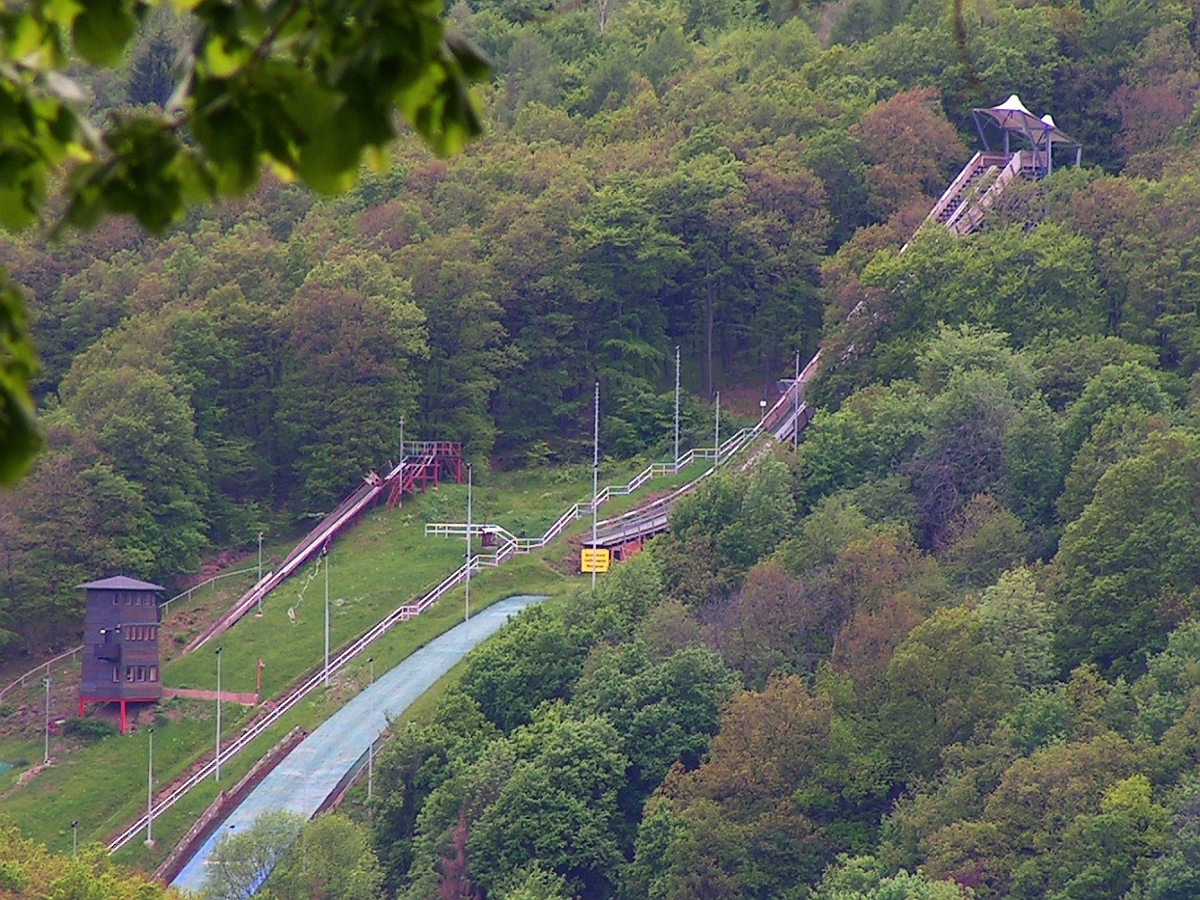
Zwölfmorgentalschanzen

Allgemein ist es möglich, in Wernigerode fast alle gängigen Sportarten zu betreiben, sei es Ball-, Kampf- oder Denksport. Neben der in der Regionalliga spielenden American Footballmannschaft Mountain Tigers sind die Red Devils in Wernigerode angesiedelt. Diese spielen in der Unihockey-Bundesliga.
Im Zwölfmorgental existieren mehrere Skisprungschanzen (Zwölfmorgentalschanzen) sowie ein Skilift.
Jeweils am letzten Samstag im April findet die Harzquerung statt, ein Ultramarathon über den Harz mit Start in Wernigerode und Ziel in Nordhausen.
Die beiden Fußballvereine der Stadt sind der FC Einheit Wernigerode und Germania Wernigerode.

### Regelmäßige Veranstaltungen
- 30. April: Walpurgisfeiern
- Himmelfahrtwochenende: Treffen der Jagdstudenten des WJSC
- Mitte Juni:
  - Rathausfest unter anderem mit Tanzturnier um die Rathauspokale und Mitternachtsball (seit 1964)[59]
  - Am Freitag der Rathausfestwoche: Young Part im Bürgerpark (Musikveranstaltung, hauptsächlich für Jugendliche)
- Jährlich im Sommer:
  - Johannisfest der Johannisgemeinde
  - Wernigeröder Schlossfestspiele
  - Am 1. Juli-Wochenende: Neustädter Weintage (seit 1990)
  - Im Juli (zweijährlich): Internationales Johannes Brahms Chorfestival & Wettbewerb (seit 1999).[60] Im Wechsel dazu findet zweijährlich der Internationale Klavierwettbewerb statt.
  - Im August: Altstadtfest
- In der Woche des 3. Oktober: Deutschland Cup des Deutschen Schachbundes (seit 2010)[61]
- Harzquerung im April (seit 1980) und Harz-Gebirgslauf am 2. Wochenende im Oktober (national, seit 1978)
- Ende Oktober: chocolART, Ableger des größten Schokoladenfestivals Deutschlands
- Anfang November: Hasseröder Hubertusfest
- ab Ende November: Weihnachtsmarkt (bis kurz vor Heiligabend)

### Kulinarische Spezialitäten
Das Restaurant Pietsch von Robin Pietsch unter dem Küchenchef Luis Hendricks wurde im Jahr 2025 vom Guide Michelin mit zwei Sternen ausgezeichnet. Hendricks erhielt zudem den Young-Chef-Award.
- Original Harzer Baumkuchen
- Hasseröder Bier
- Harzer Pottsuse
- Brockensplitter
- Harzer Tröpfchen (Brocken Tröpfchen)
- Schierker Feuerstein

## Wirtschaft und Infrastruktur

### Vor 1990
Bereits in früheren Jahrhunderten wurde in der Umgebung Erz abgebaut, in der Grube Büchenberg vor allem Eisenerz. Im Jahr 1970 wurde die Grube geschlossen.
Im Ort und der näheren Umgebung hatten sich ab dem 19. Jahrhundert einige Industriebetriebe angesiedelt, beispielsweise gründete sich am 10. Januar 1920 die Firma Lauenstein und Franke GmbH (Stammkapital 20.000 Reichsmark), die Maschinen zur Schokoladenverarbeitung produzierte. Nach dem Zweiten Weltkrieg wurde sie enteignet und setzte die Maschinenproduktion unter dem Namen VEB Schokomasch fort.
In den 1950er Jahren führte die Wismut AG Probebohrungen durch, um zu untersuchen, ob in der Umgebung abbauwürdige Uranvorkommen vorhanden seien, man wurde jedoch nicht fündig.
In Wernigerode und Umgebung siedelten sich in der DDR-Zeit drei Sägewerke an, die zum Kombinat Vereinigte Holzindustrie Nordharz gehörten. Die Vor- und Pflegearbeiten am Holzbestand oblagen einem kommunalen Forstwirtschaftsbetrieb.
In der Weinbergstraße war der VEB Füllhalterfabrik Wernigerode ansässig, der Füllhalter herstellte. Das Werk wurde später als Betriebsteil Heiko dem VEB Schreibgerätewerk „Markant“ zugeordnet, und 1991 von Schneider Schreibgeräte übernommen.

### Branchenschwerpunkte
Nach der deutschen Wiedervereinigung mussten zahlreiche Betriebe schließen. Der Schwerpunkt wurde nun auf den Tourismus gelegt (Schloss Wernigerode, Harzer Schmalspurbahnen, Gastronomie, Nationalpark).
Einige noch erhaltene oder neu angesiedelte Industrieunternehmen gehören vorrangig der Metall- und Elektroindustrie an, darunter Automobilzulieferer. Hinzu kommen Pharmaunternehmen und Lebensmittelindustrie.
Wernigerode war Sitz des Reiswunderwerks.

### Ansässige Unternehmen

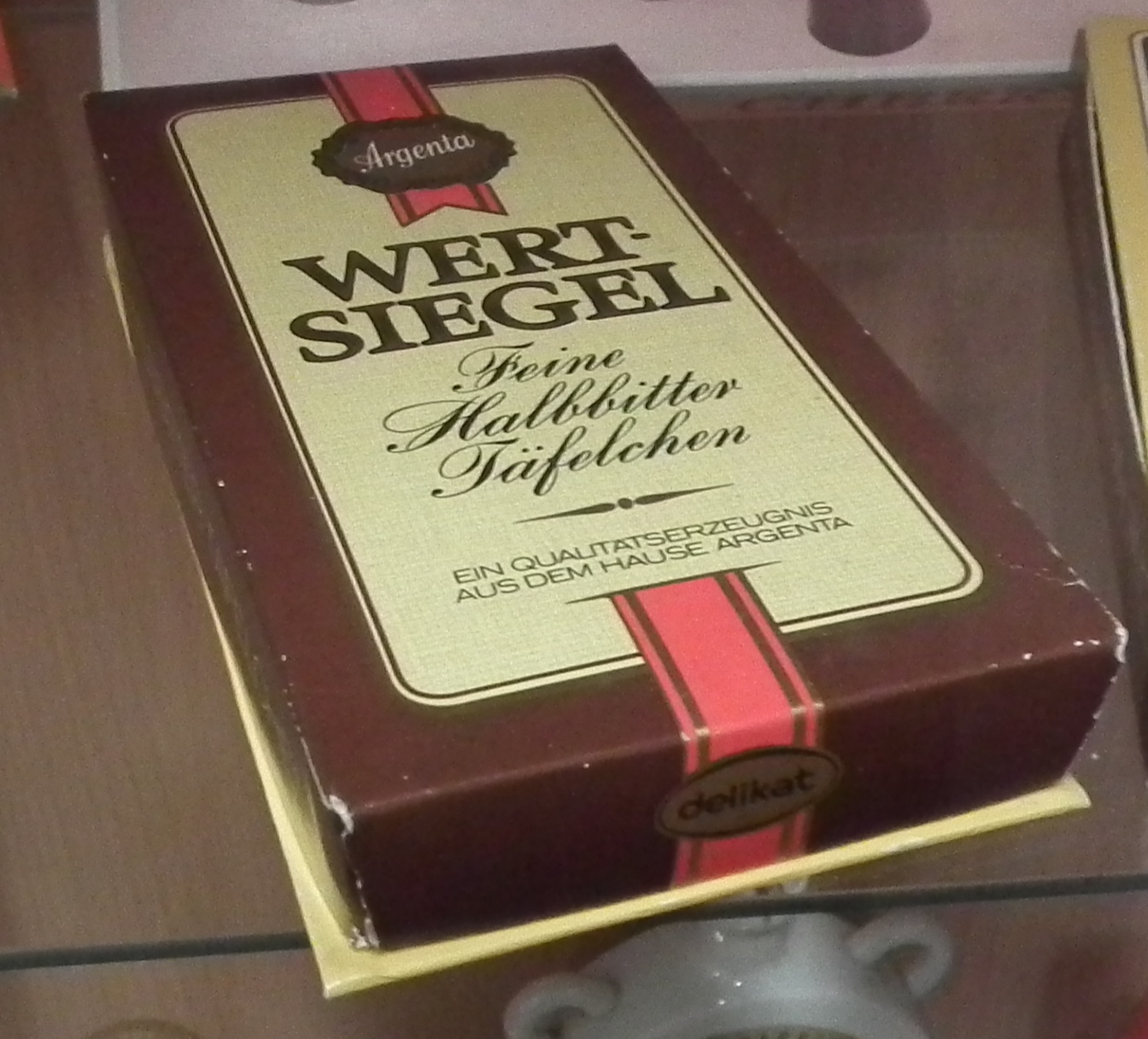
Delikat Argenta Schokolade

Der Ortsteil Hasserode war der ursprüngliche Sitz der Hasseröder Bierbrauerei, die 1990 in den Besitz der Gilde Brauerei Hannover überging und mittlerweile zur belgisch-brasilianischen Brauereigruppe InBev Deutschland Holding GmbH gehört. Im Jahr 1995 wurde sie im Gewerbepark Nord-West als ein hochmodernes neues Unternehmen errichtet.
Wernigerode als Standort traditionsreicher Schokoladenfabriken ist im 21. Jahrhundert Sitz der Wergona GmbH, welche die Nachfolgerin des VEB Schokoladenfabrik „Argenta“ Wernigerode ist. Zu DDR-Zeiten war die Schokoladenfabrik Teil des Kombinats Süßwaren. Als Hersteller von Maschinen für die Schokoladeindustrie hat die Chocotech GmbH in Wernigerode ihren Standort. Sie ist die unmittelbare Nachfolgerin der im Jahr 1920 gegründeten Maschinenfabrik.
Die Schneider GmbH produziert nach Übernahme des VEB HEIKO weiter Schreibgeräte und zog 1992 von der Weinbergstraße in ein Gewerbegebiet im Wernigeroder Stadtteil Stadtfeld.
In der PSFU GmbH werden Präzisionsteile für den Maschinenbau, Fahrwerksteile für Motorräder und Brennstoffzellen zur Elektroenergie und Wärmeversorgung gefertigt. Die zur mexikanischen Grupo Alfa gehörende Nemak-Gießerei produziert Zylinderköpfe für Kfz-Motoren. Bei VEM Motors werden Elektromotoren entwickelt und gebaut. Die Getriebe- und Antriebstechnik Wernigerode GmbH (GAW, ein Unternehmen der SCHLOTE GRUPPE) ist ein Zerspanungsdienstleister der Automobilindustrie, spezialisiert auf Motor-, Getriebe- und Fahrwerkskomponenten.

### Verkehr

#### Straße

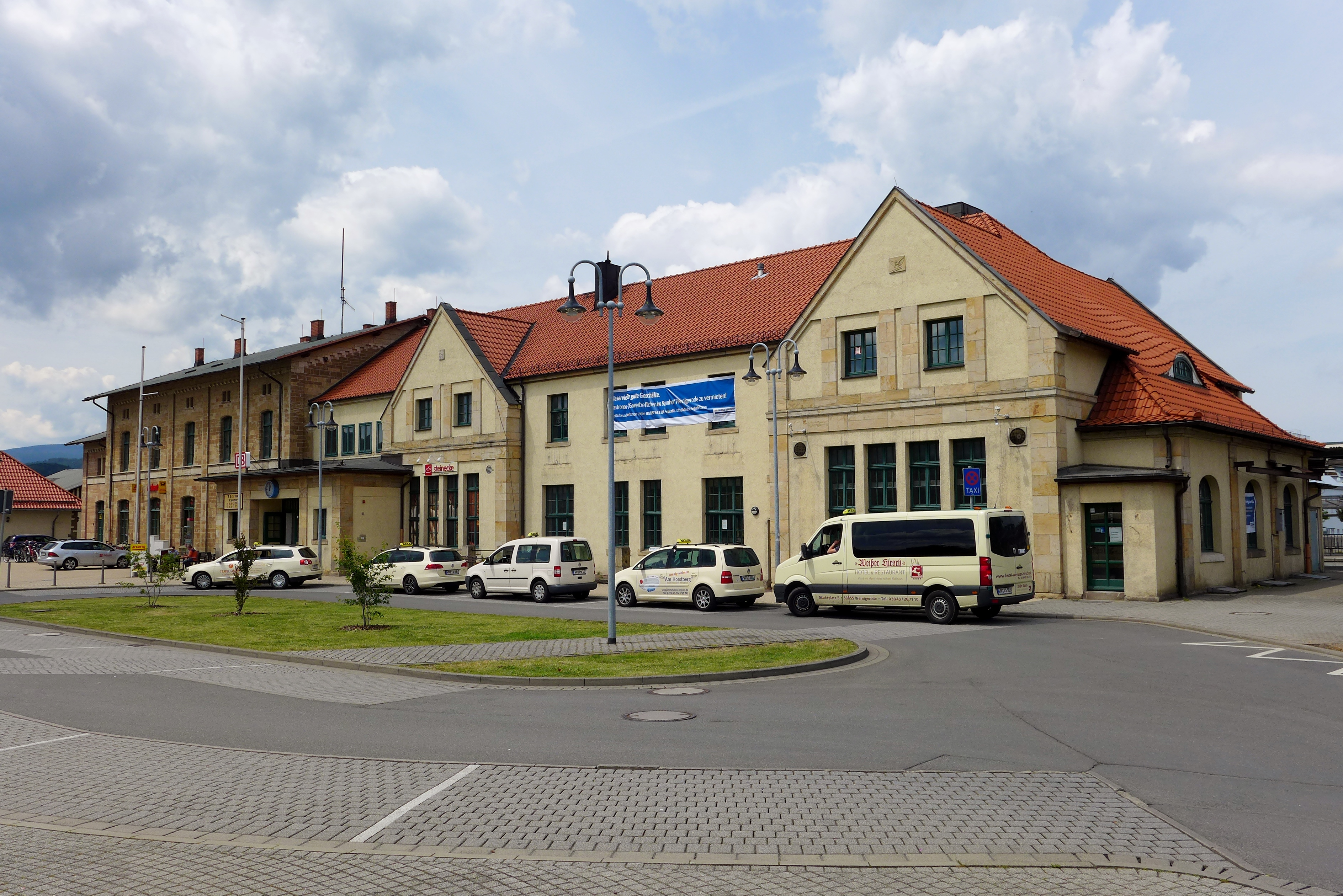
Normalspur-Bahnhof Wernigerode im Jahr 2014

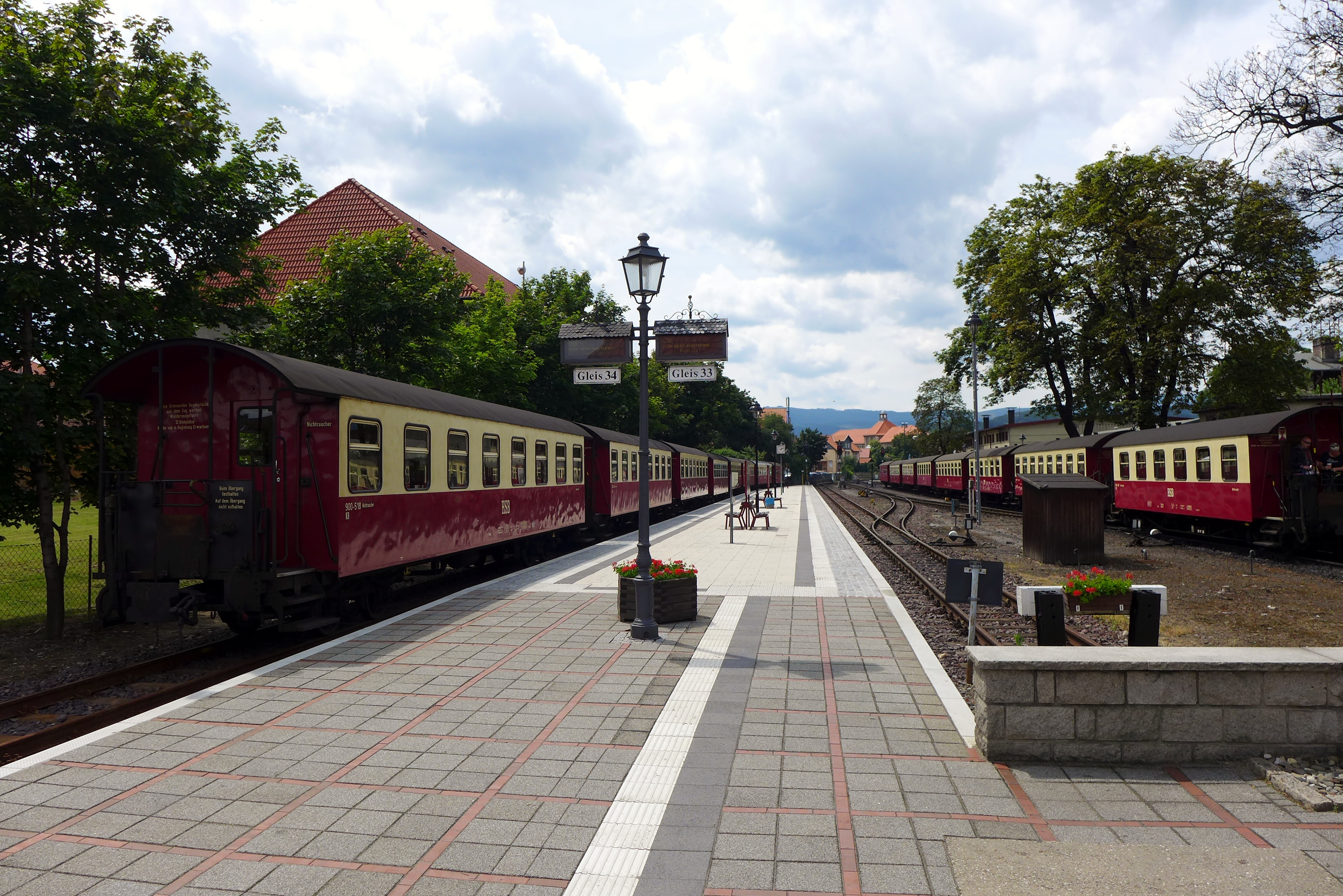
Bahnhofsanlagen der Harzer Schmalspurbahn

Die zwischen 1997 und 2011 (damals noch als B 6) gebaute A 36 (Braunschweig–Bernburg (Saale)) führt in ca. 4 km Entfernung vom Stadtzentrum an der Ortslage von Wernigerode vorbei, schließt dabei den Gewerbepark Nord-West (Anschlussstelle Wernigerode-Nord) und das Gewerbegebiet Stadtfeld (Anschlussstelle Wernigerode-Zentrum) unmittelbar an.
Für den Fahrradverkehr ist Wernigerode an den Europaradweg R1 angeschlossen.

#### Eisenbahn
Wernigerode hat einen Bahnhof (seit 2018 Wernigerode Hauptbahnhof) an der Strecke Heudeber-Danstedt–Bad Harzburg, auf der zwei jeweils im Zwei-Stunden-Takt fahrende Regional-Express-Linien, (Magdeburg–Goslar und Halle (Saale)–Goslar) verkehren. Ab Halberstadt entsteht so der Ein-Stunden-Rhythmus. An Freitagen und am Wochenende hält ein Zugteil vom Harz-Berlin-Express (HBX) zwischen Goslar und Berlin Ostbahnhof. Ebenso ist Wernigerode Endstation der Harzer Schmalspurbahnen. Hier beginnen Züge der Harzquerbahn, die unter anderem Anschluss zur Brockenbahn hat. Auf diesen werden mehrmals täglich dampflokbespannte Schmalspurzüge bis auf den Brocken eingesetzt.
An der Strecke in Richtung Vienenburg gibt es außerdem noch den Haltepunkt Wernigerode Elmowerk, an der Schmalspurstrecke liegen eine Reihe weiterer Stationen im Stadtgebiet.

#### Busverkehr
Der öffentliche Personennahverkehr wird unter anderem durch den PlusBus des Landesnetzes Sachsen-Anhalt erbracht. Folgende Verbindungen führen ab Wernigerode:
- Linie 230: Wernigerode ↔ Benzingerode ↔ Blankenburg ↔ Westerhausen ↔ Quedlinburg
- Linie 250: Wernigerode ↔ Benzingerode ↔ Blankenburg ↔ Timmenrode ↔ Thale

Den Busverkehr im Landkreis Harz betreiben die Harzer Verkehrsbetriebe. Südöstlich befindet sich der Busbahnhof mit 11 Bussteigen, an denen im laufenden Fahrplan 18 Linien halten.
Der Stadtverkehr besteht aus fünf Buslinien, davon einer sogenannten Nachtbuslinie, die ab 19:00 Uhr bis etwa 24:00 Uhr die größeren Stadtteile anfährt. Zentraler Umsteigepunkt ist neben dem Hauptbahnhof die Haltestelle Rendezvous, die sich direkt im Stadtzentrum befindet und an der sich die Linien wochentags alle 15 Minuten, an Wochenenden und Feiertagen stündlich treffen.
FlixBus fährt Wernigerode auf den Linien 051 und 129 mehrmals täglich an.

### Medien
Die Volksstimme unterhält in Wernigerode eine Lokalredaktion. Des Weiteren wird in der Stadt 14-täglich die „Neue Wernigeröder Zeitung“ publiziert, die sich mit Harz- und Stadtgeschichte sowie dem aktuellen Geschehen befasst. Neben den Printmedien gibt es in Wernigerode seit 1998 einen Offenen Kanal, der als sog. Bürgerfernsehen jedem Bürger die Möglichkeit einräumt, eigene Beiträge zu produzieren und zu senden.

### Verwaltungseinrichtungen
- Stadtverwaltung
- Agentur für Arbeit
- Amtsgericht Wernigerode
- Gesundheitsamt
- Verwaltung des Nationalparks Harz

### Forschungs- und Bildungseinrichtungen

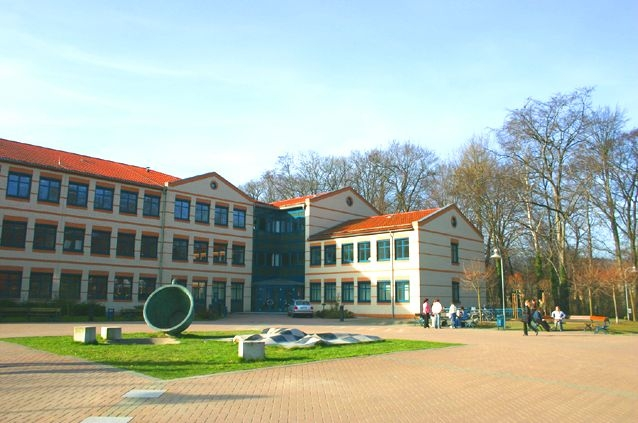
Hochschule Harz in Hasserode

- Hochschule Harz – Hochschule für angewandte Wissenschaften (FH)
- Robert Koch-Institut (Außenstelle Wernigerode)
- Institut für Automatisierung und Informatik GmbH/Zentrum für industrielle Forschung und Entwicklung
- HarzOptics GmbH – Institut für photonische Forschung
- ProRegio Consult GmbH
- Fraunhofer-Institut für Fabrikbetrieb und -automatisierung (IFF) (Außenstelle)

Grundschulen
- Diesterweg Grundschule
- August-Hermann-Francke Grundschule
- Stadtfeld (Ganztagsgrundschule)
- Harzblick Grundschule
- Freie Grundschule (Ganztagsgrundschule)

Sekundarschulen
- Thomas Müntzer Sekundarschule
- Ganztagsschule Burgbreite

Gymnasien
- Gymnasium Wernigerode (Zusammenschluss aus dem Gymnasium Stadtfeld und dem Gerhart-Hauptmann-Gymnasium)[66]
- Landesgymnasium für Musik
- Fachgymnasium (als Teil der Berufsbildenden Schulen)

Förderschulen
- Liv-Ullmann-Schule, Förderschule für Geistigbehinderte
- Pestalozzi-Schule, Förderschule für Lernbehinderte

Weitere Schuleinrichtungen
- Kreismusikschule „Andreas Werckmeister“
- Volkshochschule „Harz“
- Berufsbildende Schulen Wernigerode
- Berufsbildungszentrum der Deutschen Bauwirtschaft

Private Bildungsträger
- Teutloff Bildungszentrum und Teutloff Sozialwerk
- Technische Akademie Überlingen
- Oskar-Kämmer-Schule

## Persönlichkeiten
Zu den überregional bekannten Persönlichkeiten, die in Wernigerode geboren wurden, zählen unter anderen Gustav Eduard von Hindersin (1804–1872), preußischer General, Monika Wulf-Mathies (* 1942), von 1995 bis 1999 EU-Kommissarin für Regionalpolitik und Hellmuth Müller (* 1946), Richter am Bundesverwaltungsgericht.

## Filmdokumentationen
- Die kleine Stadt Wernigerode. DEFA-Dokumentarfilm von Willi Urbanek, DDR 1987. 30 Minuten[67]
- Bilderbuch: Wernigerode – Fachwerkparadies und Brockenhexe. Dokumentarfilm von Carla Hicks, Deutschland 2007. 45 Minuten

## Spielfilme
Martha war im Jahr 1916 der erste Spielfilm, der in Wernigerode aufgenommen wurde. Mit Hans Röckle und der Teufel (1974) und Schneeweißchen und Rosenrot (1979) drehte die DEFA Kinofilme in Wernigerode. Die Mosfilm-Gesellschaft drehte 1979 in Wernigerode Genau jener Münchhausen. Für den Polizeiruf 110 war die Stadt bereits dreimal in den Episoden In Maske und Kostüm (1978), Lauf oder stirb (1996) und Böse Wetter (2000) Filmkulisse der Krimiserie. Filmaufnahmen fanden hier auch für die Kinofilme 7 Zwerge – Der Wald ist nicht genug (2006), Das kleine Gespenst (2013) und Frantz (2016) statt. Drehort für die Fernsehfilme Plötzlich Millionär (2008), Das Morphus Geheimnis (2008), Das Geheimnis im Wald (2008) mit Christoph Waltz, Alle Zeit der Welt (2011), Schattengrund – Ein Harz-Thriller (2018) und Ein Taxi zur Bescherung (2022) war ebenfalls Wernigerode.